# Tadeusz Kościuszko
Andrzej Tadeusz Bonawentura Kościuszko (ur. 4 lutego 1746 w Mereczowszczyźnie, zm. 15 października 1817 w Solurze) – inżynier wojskowy, Najwyższy Naczelnik Siły Zbrojnej Narodowej w czasie insurekcji kościuszkowskiej, generał lejtnant wojska Rzeczypospolitej Obojga Narodów, generał major komenderujący w Dywizji Wielkopolskiej w 1792 roku, brevet generał brygady Armii Kontynentalnej w czasie wojny o niepodległość Stanów Zjednoczonych.

## Życiorys

### Pochodzenie i młodość

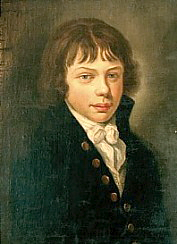
Kościuszko w wieku chłopięcym

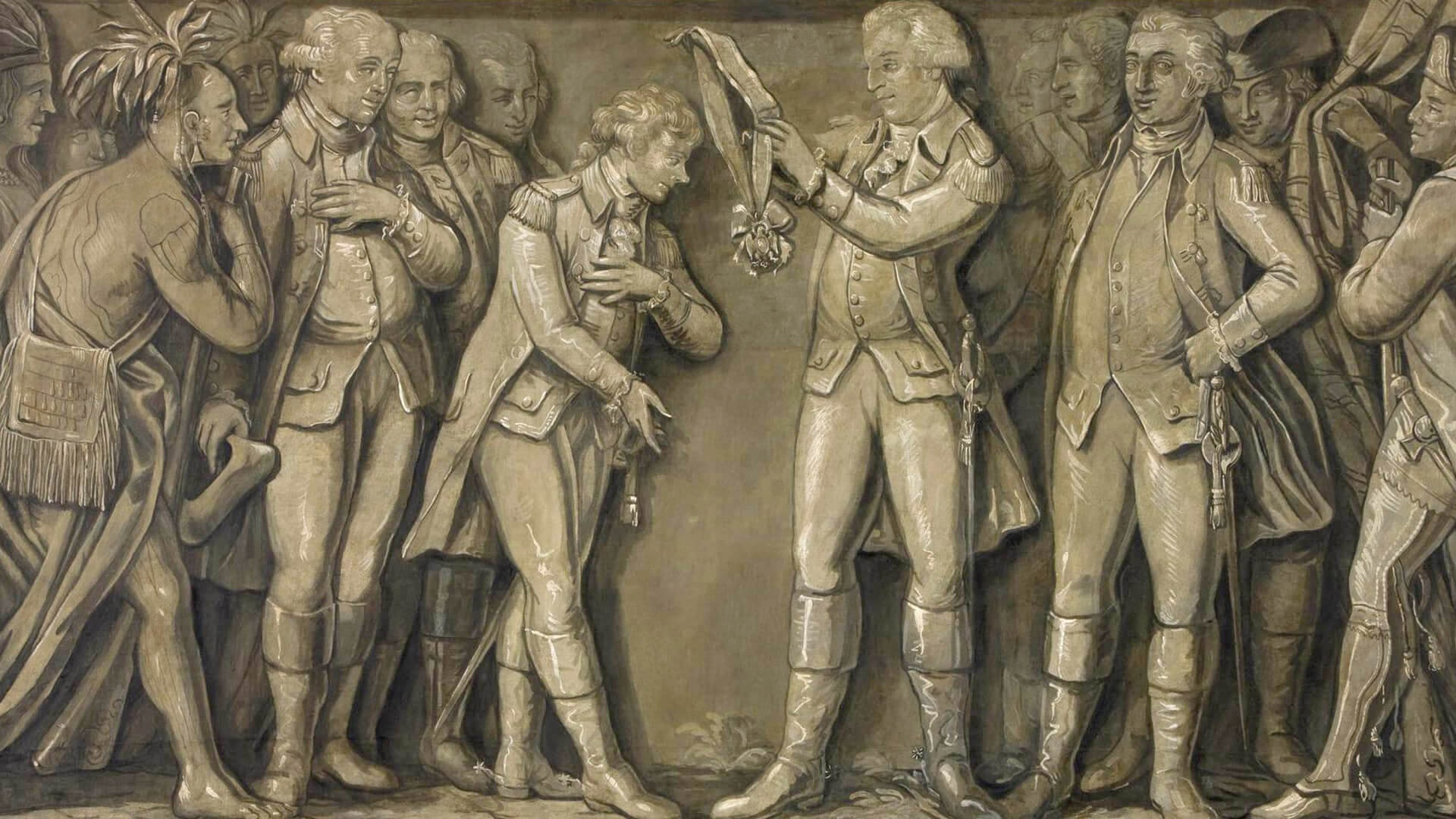
Jerzy Waszyngton odznacza Kościuszkę Orderem Cyncynata, tempera Michała Stachowicza z 1818 roku

Tadeusz Kościuszko urodził się 4 lutego 1746 roku w Mereczowszczyźnie na Polesiu (współczesna Białoruś) jako czwarte dziecko miecznika brzeskiego Ludwika Tadeusza, pułkownika regimentu buławy polnej litewskiej i Tekli Kościuszko, z domu Ratomskiej. Ród Kościuszków wywodził się od Konstantego Fiodorowicza, nazywanego zdrobniale „Kostiuszką” (białor. „Касцюшка”, st. rus. i ukr. „Костюшко”), będącego dworzaninem wielkoksiążęcym Aleksandra Jagiellończyka i Zygmunta I. Imię to stało się po latach nazwiskiem rodowym. Zygmunt I Stary jako wielki książę litewski w 1509 roku w spisanym w języku ruskim przywileju nadał Konstantemu na własność majątek Siechnowicze. Miejsce to stało się gniazdem rodowym Kościuszków. Z czasem ród uległ polonizacji. Wychowywał się w rodzinie katolickiej, jednak w późniejszym życiu stał się zdeklarowanym deistą.
W 1755 roku Tadeusz razem ze starszym bratem Józefem rozpoczął naukę w Kolegium Pijarów w Lubieszowie. W 1760 roku, ze względu na kłopoty rodzinne (śmierć ojca w roku 1758 i przez to pogorszenie warunków materialnych) wrócili obaj do domu. Ponieważ dziedzicem niewielkiego rodzinnego majątku miał zostać Józef, Tadeusz wybrał karierę wojskowego. W 1765 roku z inicjatywy Stanisława Augusta Poniatowskiego powstała Szkoła Rycerska. Miała ona przygotować kadrę oficerów, ludzi światłych, postępowych i dobrych obywateli. Dzięki wsparciu Czartoryskich Kościuszko wstąpił 18 grudnia 1765 roku do Korpusu Kadetów Szkoły Rycerskiej, gdzie wyróżniał się spośród innych. Studiował tam historię Polski i historię powszechną, filozofię, łacinę, język polski, francuski i niemiecki oraz prawo, ekonomię, arytmetykę, geometrię i miernictwo. W 1766 roku wyróżnił się na egzaminie tygodniowym z geometrii. Pobierał specjalny kurs inżynierski dla wyróżniających się słuchaczy. Pozostał w Szkole Rycerskiej jako instruktor podbrygadier w stopniu chorążego. Szkołę ukończył w stopniu kapitana.

### Tablica przodków
|  |                                                       |  |  |  |  |  |  |  |  |  |  |  | Jan Kościuszko |  |  |  |
|  |                                                       |  |  |  |  |  |  |  |  |  |  |  |                |  |  |  |
|  |                                                       |  |  |  |  |  |  |  |  |  |  |  |                |  |  |  |
|  |                                                       |  |  |  |  |  |  |  |  |  |  |  |                |  |  |  |
|  | Aleksander Jan Kościuszko (1629-1711)                 |  |  |  |  |  |  |  |  |  |  |  |                |  |  |  |
|  |                                                       |  |  |  |  |  |  |  |  |  |  |  |                |  |  |  |
|  |                                                       |  |  |  |  |  |  |  |  |  |  |  |                |  |  |  |
|  |                                                       |  |  |  |  |  |  |  |  |  |  |  |                |  |  |  |
|  | Konstancja Orzeszko                                   |  |  |  |  |  |  |  |  |  |  |  |                |  |  |  |
|  |                                                       |  |  |  |  |  |  |  |  |  |  |  |                |  |  |  |
|  |                                                       |  |  |  |  |  |  |  |  |  |  |  |                |  |  |  |
|  |                                                       |  |  |  |  |  |  |  |  |  |  |  |                |  |  |  |
|  | Ambroży Kazimierz Kościuszko (ur. 1667, zm. ok. 1720) |  |  |  |  |  |  |  |  |  |  |  |                |  |  |  |
|  |                                                       |  |  |  |  |  |  |  |  |  |  |  |                |  |  |  |
|  |                                                       |  |  |  |  |  |  |  |  |  |  |  |                |  |  |  |
|  |                                                       |  |  |  |  |  |  |  |  |  |  |  |                |  |  |  |
|  |                                                       |  |  |  |  |  |  |  |  |  |  |  |                |  |  |  |
|  |                                                       |  |  |  |  |  |  |  |  |  |  |  |                |  |  |  |
|  |                                                       |  |  |  |  |  |  |  |  |  |  |  |                |  |  |  |
|  |                                                       |  |  |  |  |  |  |  |  |  |  |  |                |  |  |  |
|  | Teresa Denisewiczówna                                 |  |  |  |  |  |  |  |  |  |  |  |                |  |  |  |
|  |                                                       |  |  |  |  |  |  |  |  |  |  |  |                |  |  |  |
|  |                                                       |  |  |  |  |  |  |  |  |  |  |  |                |  |  |  |
|  |                                                       |  |  |  |  |  |  |  |  |  |  |  |                |  |  |  |
|  | Anna Dziewczopolska                                   |  |  |  |  |  |  |  |  |  |  |  |                |  |  |  |
|  |                                                       |  |  |  |  |  |  |  |  |  |  |  |                |  |  |  |
|  |                                                       |  |  |  |  |  |  |  |  |  |  |  |                |  |  |  |
|  |                                                       |  |  |  |  |  |  |  |  |  |  |  |                |  |  |  |
|  | Ludwik Tadeusz Kościuszko (1700-1758)                 |  |  |  |  |  |  |  |  |  |  |  |                |  |  |  |
|  |                                                       |  |  |  |  |  |  |  |  |  |  |  |                |  |  |  |
|  |                                                       |  |  |  |  |  |  |  |  |  |  |  |                |  |  |  |
|  |                                                       |  |  |  |  |  |  |  |  |  |  |  |                |  |  |  |
|  |                                                       |  |  |  |  |  |  |  |  |  |  |  |                |  |  |  |
|  |                                                       |  |  |  |  |  |  |  |  |  |  |  |                |  |  |  |
|  |                                                       |  |  |  |  |  |  |  |  |  |  |  |                |  |  |  |
|  |                                                       |  |  |  |  |  |  |  |  |  |  |  |                |  |  |  |
|  |                                                       |  |  |  |  |  |  |  |  |  |  |  |                |  |  |  |
|  |                                                       |  |  |  |  |  |  |  |  |  |  |  |                |  |  |  |
|  |                                                       |  |  |  |  |  |  |  |  |  |  |  |                |  |  |  |
|  |                                                       |  |  |  |  |  |  |  |  |  |  |  |                |  |  |  |
|  |                                                       |  |  |  |  |  |  |  |  |  |  |  |                |  |  |  |
|  |                                                       |  |  |  |  |  |  |  |  |  |  |  |                |  |  |  |
|  |                                                       |  |  |  |  |  |  |  |  |  |  |  |                |  |  |  |
|  |                                                       |  |  |  |  |  |  |  |  |  |  |  |                |  |  |  |
|  | Barbara Glewska                                       |  |  |  |  |  |  |  |  |  |  |  |                |  |  |  |
|  |                                                       |  |  |  |  |  |  |  |  |  |  |  |                |  |  |  |
|  |                                                       |  |  |  |  |  |  |  |  |  |  |  |                |  |  |  |
|  |                                                       |  |  |  |  |  |  |  |  |  |  |  |                |  |  |  |
|  |                                                       |  |  |  |  |  |  |  |  |  |  |  |                |  |  |  |
|  |                                                       |  |  |  |  |  |  |  |  |  |  |  |                |  |  |  |
|  |                                                       |  |  |  |  |  |  |  |  |  |  |  |                |  |  |  |
|  |                                                       |  |  |  |  |  |  |  |  |  |  |  |                |  |  |  |
|  |                                                       |  |  |  |  |  |  |  |  |  |  |  |                |  |  |  |
|  |                                                       |  |  |  |  |  |  |  |  |  |  |  |                |  |  |  |
|  |                                                       |  |  |  |  |  |  |  |  |  |  |  |                |  |  |  |
|  |                                                       |  |  |  |  |  |  |  |  |  |  |  |                |  |  |  |
|  |                                                       |  |  |  |  |  |  |  |  |  |  |  |                |  |  |  |
|  |                                                       |  |  |  |  |  |  |  |  |  |  |  |                |  |  |  |
|  |                                                       |  |  |  |  |  |  |  |  |  |  |  |                |  |  |  |
|  |                                                       |  |  |  |  |  |  |  |  |  |  |  |                |  |  |  |
|  | Tadeusz Kościuszko                                    |  |  |  |  |  |  |  |  |  |  |  |                |  |  |  |
|  |                                                       |  |  |  |  |  |  |  |  |  |  |  |                |  |  |  |
|  |                                                       |  |  |  |  |  |  |  |  |  |  |  |                |  |  |  |
|  |                                                       |  |  |  |  |  |  |  |  |  |  |  |                |  |  |  |
|  |                                                       |  |  |  |  |  |  |  |  |  |  |  |                |  |  |  |
|  |                                                       |  |  |  |  |  |  |  |  |  |  |  |                |  |  |  |
|  |                                                       |  |  |  |  |  |  |  |  |  |  |  |                |  |  |  |
|  |                                                       |  |  |  |  |  |  |  |  |  |  |  |                |  |  |  |
|  |                                                       |  |  |  |  |  |  |  |  |  |  |  |                |  |  |  |
|  |                                                       |  |  |  |  |  |  |  |  |  |  |  |                |  |  |  |
|  |                                                       |  |  |  |  |  |  |  |  |  |  |  |                |  |  |  |
|  |                                                       |  |  |  |  |  |  |  |  |  |  |  |                |  |  |  |
|  |                                                       |  |  |  |  |  |  |  |  |  |  |  |                |  |  |  |
|  |                                                       |  |  |  |  |  |  |  |  |  |  |  |                |  |  |  |
|  |                                                       |  |  |  |  |  |  |  |  |  |  |  |                |  |  |  |
|  |                                                       |  |  |  |  |  |  |  |  |  |  |  |                |  |  |  |
|  |                                                       |  |  |  |  |  |  |  |  |  |  |  |                |  |  |  |
|  |                                                       |  |  |  |  |  |  |  |  |  |  |  |                |  |  |  |
|  |                                                       |  |  |  |  |  |  |  |  |  |  |  |                |  |  |  |
|  |                                                       |  |  |  |  |  |  |  |  |  |  |  |                |  |  |  |
|  |                                                       |  |  |  |  |  |  |  |  |  |  |  |                |  |  |  |
|  |                                                       |  |  |  |  |  |  |  |  |  |  |  |                |  |  |  |
|  |                                                       |  |  |  |  |  |  |  |  |  |  |  |                |  |  |  |
|  |                                                       |  |  |  |  |  |  |  |  |  |  |  |                |  |  |  |
|  |                                                       |  |  |  |  |  |  |  |  |  |  |  |                |  |  |  |
|  |                                                       |  |  |  |  |  |  |  |  |  |  |  |                |  |  |  |
|  |                                                       |  |  |  |  |  |  |  |  |  |  |  |                |  |  |  |
|  |                                                       |  |  |  |  |  |  |  |  |  |  |  |                |  |  |  |
|  |                                                       |  |  |  |  |  |  |  |  |  |  |  |                |  |  |  |
|  |                                                       |  |  |  |  |  |  |  |  |  |  |  |                |  |  |  |
|  |                                                       |  |  |  |  |  |  |  |  |  |  |  |                |  |  |  |
|  |                                                       |  |  |  |  |  |  |  |  |  |  |  |                |  |  |  |
|  | Tekla Ratomska (ok. 1715-1768)                        |  |  |  |  |  |  |  |  |  |  |  |                |  |  |  |
|  |                                                       |  |  |  |  |  |  |  |  |  |  |  |                |  |  |  |
|  |                                                       |  |  |  |  |  |  |  |  |  |  |  |                |  |  |  |

### Pobyt we Francji
W październiku 1769 roku Kościuszko razem z Józefem Orłowskim, kolegą ze szkoły rycerskiej, wyjechał dzięki wsparciu Adama Kazimierza Czartoryskiego jako stypendysta królewski do Paryża. Pogłębiał tam wiedzę, m.in. w Akademii Wojskowej szwoleżerów gwardii królewskiej w Wersalu, której profesorem był Didier-Gregoire Trincano, autor koncepcji fortyfikacji sprzecznej z dominującą wówczas fortyfikacją bastionową systemu Vaubana. Pięcioletni pobyt Kościuszki we Francji, która była w przededniu rewolucji, wywarł poważny wpływ na jego przekonania polityczne i społeczne.

### Powrót do Polski

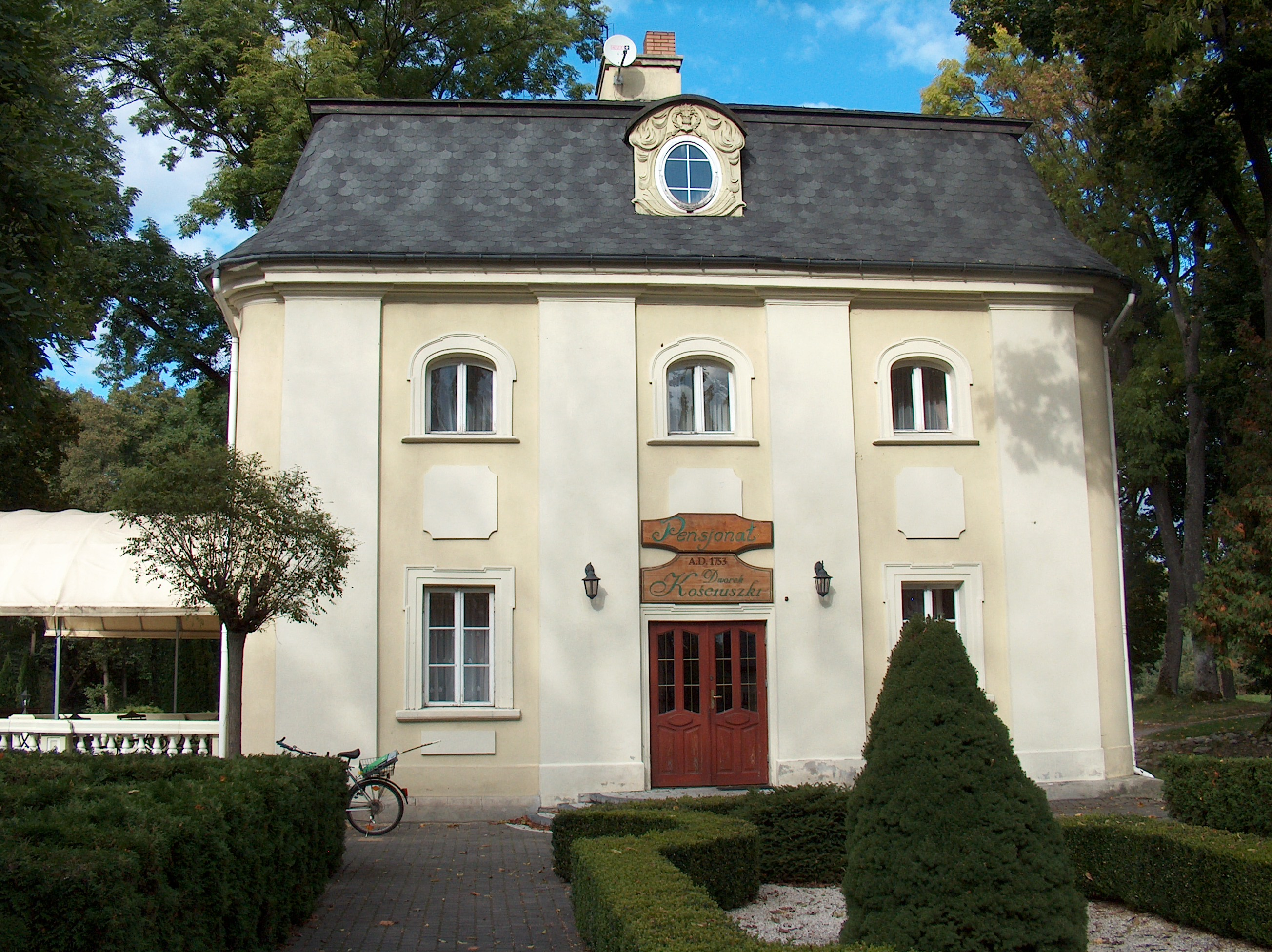
Sosnowica, Dworek Kościuszki w którym mieszkał i nauczał Tadeusz Kościuszko

Latem 1774 roku (dwa lata po I rozbiorze Rzeczypospolitej, dokonanym przez Rosję, Austrię i Prusy) wrócił do kraju. Nie znalazł zatrudnienia w wojsku Rzeczypospolitej, ówcześnie zredukowanym do 10 tys. żołnierzy. W rodzinnym majątku gospodarzył brat, a plany małżeńskie spaliły na panewce, gdyż nie miał majątku. W Sosnowicy zakochał się z wzajemnością w Ludwice Sosnowskiej, córce hetmana polnego litewskiego Józefa Sylwestra Sosnowskiego, którą wcześniej nauczał. Nauczał tam również jej siostrę Katarzynę. Kościuszko usiłował porwać Ludwikę Sosnowską, aby poślubić ją w wiejskim kościółku i postawić hetmana Sosnowskiego przed faktami dokonanymi. Ucieczka nie powiodła się.

### Drezno i Paryż
Jesienią 1775 roku wyjechał do Drezna. Nosił się z zamiarem wstąpienia do służby na dworze saskim lub w armii elektora. Starania te nie przyniosły powodzenia, dlatego podjął dalszą podróż do Paryża. Tam dowiedział się o wojnie w Ameryce, gdzie kolonie podjęły walkę z Wielką Brytanią o swoją odrębność oraz niepodległość. W Paryżu było głośno o pierwszych sukcesach Amerykanów, wspieranych przez Francuzów.

### Wyjazd do Ameryki Północnej

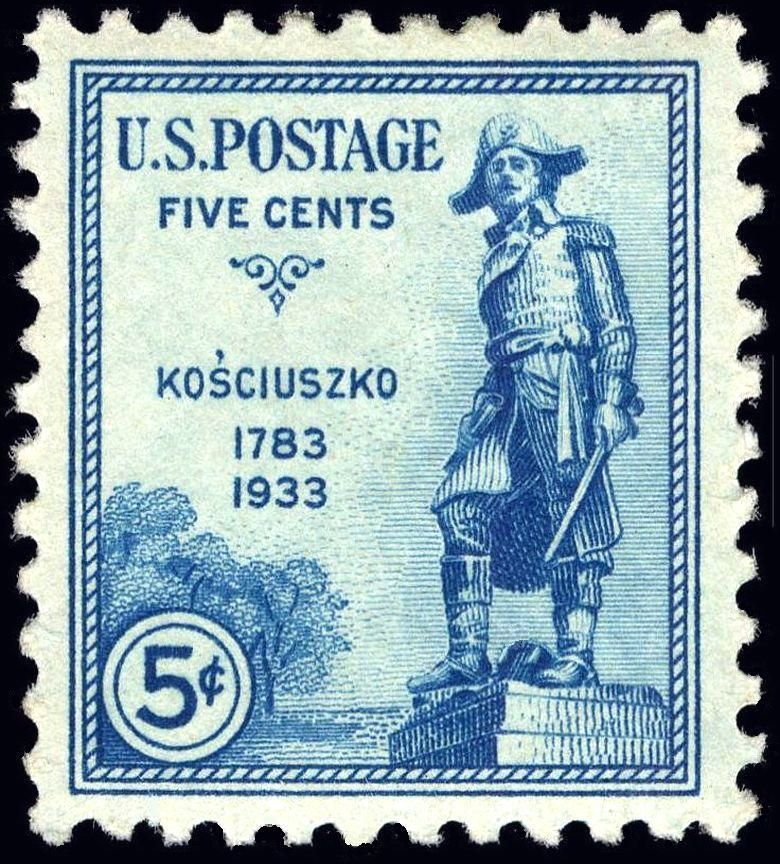
Amerykański znaczek pocztowy z Kościuszką wartości 5 centów

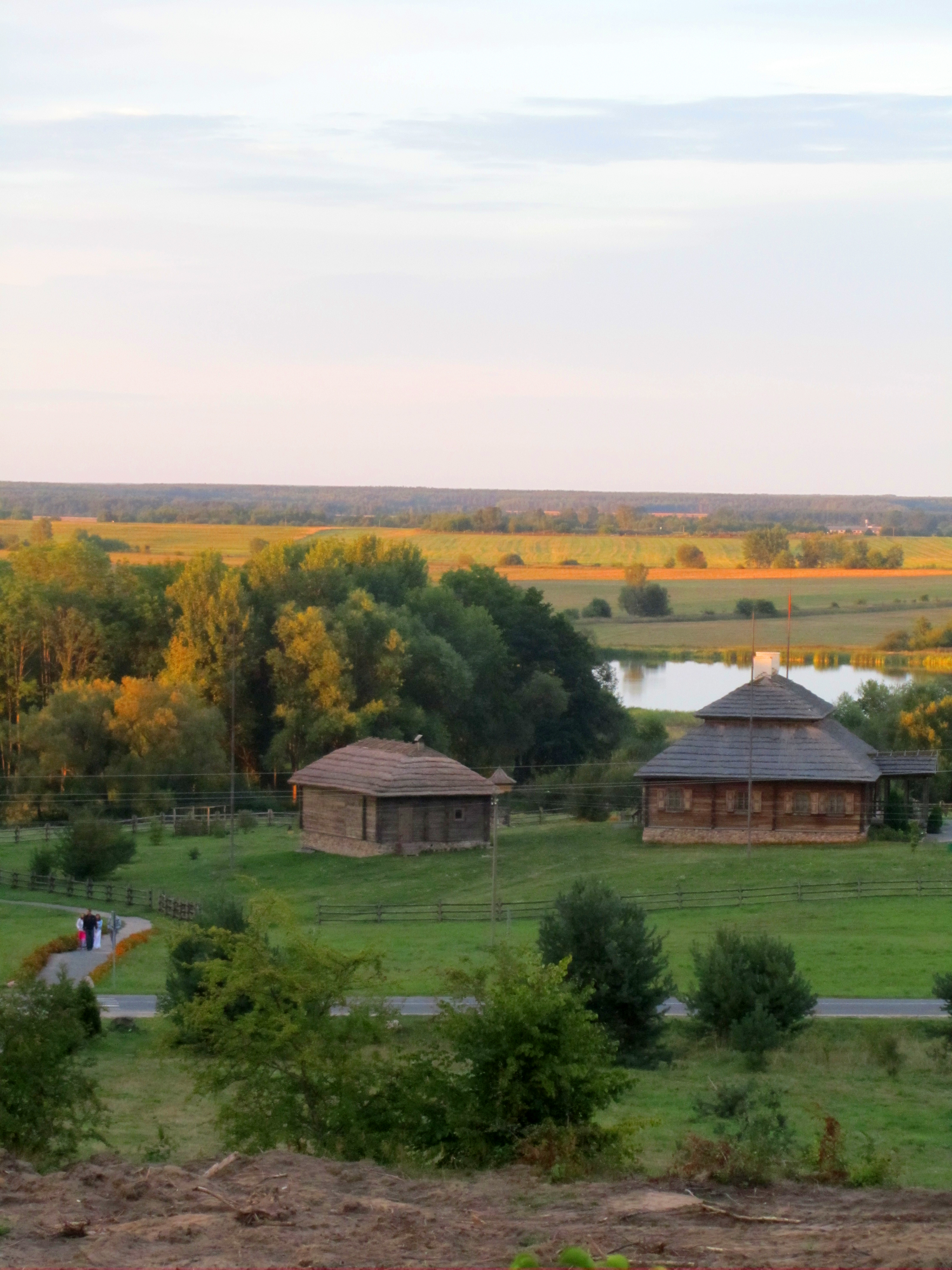
Dwór w Mereczowszczyźnie – muzeum Tadeusza Kościuszki (2012)

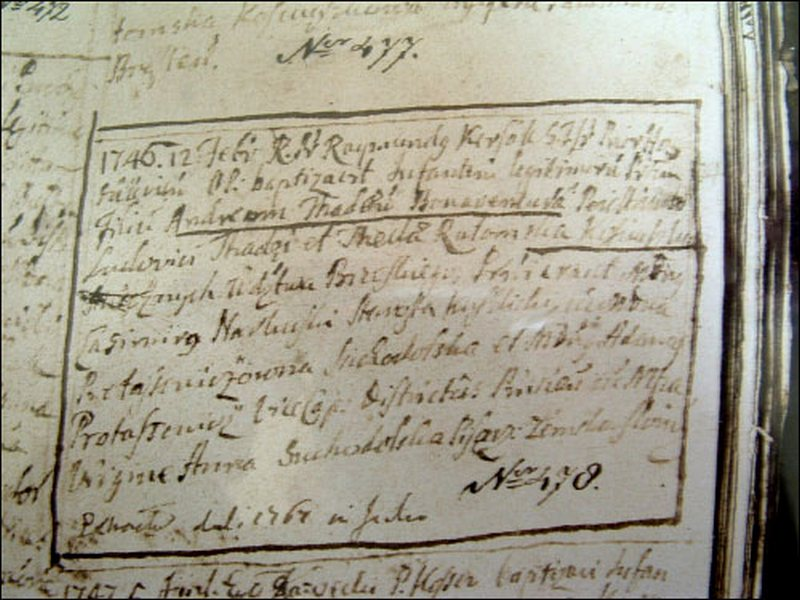
Metryka urodzenia Kościuszki

Kościuszko w Paryżu zatrzymał się na krótko, gdzie przypuszczalnie zgłosił się do znanego pisarza francuskiego, Pierre Augustina de Beaumarchais. Prawdopodobnie już w czerwcu 1776 roku wyruszył z portu w Hawrze w daleką i trwającą ponad dwa miesiące podróż do Ameryki Północnej. Liczne niebezpieczeństwa, które przeżył w czasie żeglugi, tak opisywały Nowiny z 16 kwietnia 1777 roku: Losy szczęścia dziwnej Opatrzności Bożej zrządziły, że uwolniwszy od nurtów morskich przez rozbity okręt W. J. Mci Pana Kościuszkę, obywatela kraju naszego z W. K. Litewskiego, będącego przedtem u Kadetów [...] z pięcistał nominowany na inżyniera armii amerykańskiej. Wkrótce po przybyciu do Filadelfii, 24 września 1776 otrzymał zadanie opracowania fragmentu ufortyfikowania miasta (rejon rzeki Delaware). Następnie pracował przez całą zimę 1776 roku przy fortyfikowaniu Filadelfii.
Na wiosnę 1777 roku Kościuszko został wysłany na północ nad granicę kanadyjską pod wodzą generała Horatio Gatesa. Przez wiele miesięcy Kościuszko fortyfikował różne obozy wojskowe Armii Kontynentalnej. Rozgłos przyniósł mu wkład jego prac fortyfikacyjnych do amerykańskiego zwycięstwa w bitwie pod Saratogą. Wyrazem uznania dla jego umiejętności inżynierskich było powierzenie mu budowy silnej twierdzy West Point nad rzeką Hudson. Decyzję taką poparł naczelny wódz armii amerykańskiej, Jerzy Waszyngton.
Kościuszko na własną prośbę został skierowany do armii południowej. Tu także jego umiejętności inżynierskie pozwoliły odnosić Amerykanom zwycięstwa. W uznaniu zasług, Tadeusz Kościuszko uchwałą Kongresu awansowany został 13 października 1783 roku na generała brygady armii amerykańskiej. Otrzymał też specjalne podziękowanie, nadanie gruntu (około 250 ha) oraz znaczną sumę pieniędzy, która miała być wypłacona w terminie późniejszym, w rocznych ratach. Kiedy Kongres wypłacił mu zaległe pobory w roku 1798, mimo trudnej sytuacji finansowej natychmiast przeznaczył te pieniądze na wykupienie wolności i kształcenie czarnoskórych mieszkańców. Całą resztę swojego amerykańskiego majątku Kościuszko powierzył Jeffersonowi, który był wykonawcą jego testamentu o wyraźnie abolicjonistycznym wydźwięku. Jeszcze większym wyróżnieniem ze strony współtowarzyszy walki było przyjęcie Kościuszki, jako jednego z trzech cudzoziemców, do Towarzystwa Cyncynatów, założonego przez najbardziej zasłużonych oficerów.
Podczas pobytu Tadeusza Kościuszki w Filadelfii odwiedził go indiański wódz Little Turtle. Kościuszko podarował mu parę pistoletów wraz z instrukcją użycia ich przeciw „każdemu, kto będzie chciał ciebie (twój lud) podbić”.
Ordynansem Kościuszki był czarnoskóry Agrippa Hull.

### Ponowny powrót do Polski

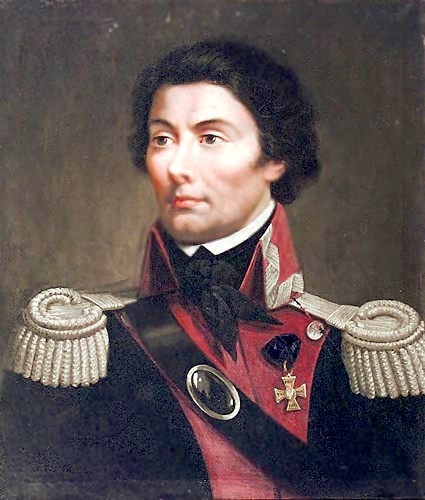
Kościuszko jako generał lejtnant wojsk koronnych w czasie wojny polsko-rosyjskiej 1792

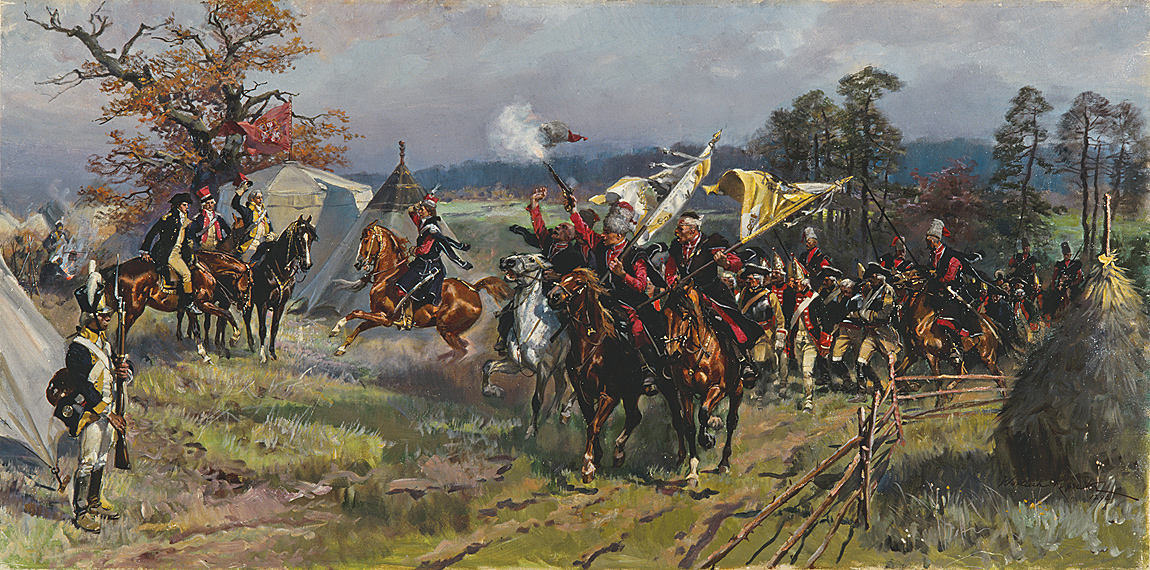
Po bitwie pod Zieleńcami, Kościuszko wraz z ks. Józefem odbierają defiladę wojsk polskich z jeńcami, po pobiciu wojsk rosyjskich, obraz Wojciecha Kossaka

W lipcu 1784 roku pożegnawszy się z przyjaciółmi, wrócił na Litwę (12 sierpnia 1784). Sytuacja w kraju była zła. Po raz kolejny powrócił więc Kościuszko do rodzinnych Siechnowicz, gdzie spędzić miał teraz bez mała pięć lat. Na szczęście jego część majątku, administrowana przez ten czas przez szwagra Estko, nie była zadłużona, a nawet przynosiła dochód. Mimo skromnych dochodów, z trudem wystarczających na niezbędne wydatki, Kościuszko ograniczył pańszczyznę chłopom siechnowickim. Odtąd mieli odpracowywać tylko dwa dni w tygodniu (dotychczas cztery). Kobiety zwolnione zostały od pracy zupełnie. Taka decyzja, zgodna z poglądami generała, nie znalazła uznania u okolicznej szlachty.
Kościuszko interesował się wydarzeniami w kraju. Coraz większą rolę w życiu politycznym Polski odgrywała grupa działaczy, widzących konieczność przeprowadzenia reform. Radykalna stała się też postawa części nastrojonej patriotycznie szlachty. Pisarze polityczni, tacy jak Stanisław Staszic i Hugo Kołłątaj, występowali za wzmocnieniem władzy centralnej, za przyznaniem większych praw mieszczaństwu i chłopom. Obradujący w latach 1788–1792 Sejm, zwany Wielkim lub Czteroletnim, podjął dzieło naprawy Rzeczypospolitej. Jedną z pierwszych swoich uchwał podniósł liczbę wojska do 100 tysięcy. Powstała dla Kościuszki szansa kariery wojskowej w armii Rzeczypospolitej. 12 października 1789 roku otrzymał podpisaną przez króla nominację na generała majora wojsk koronnych. Uzyskanie upragnionego patentu miało też przynieść kres trapiącym go od kilku lat kłopotom finansowym, otrzymywał teraz wysoką pensję dwunastu tysięcy złotych rocznie.
Dążenia Polaków do wzmocnienia ojczyzny wywołały niepokój Rosji oraz Prus, a także części rodzimej magnaterii, związanej z obcymi mocarstwami. W kwietniu 1792 roku spiskowcy magnaccy, Szczęsny Potocki, Seweryn Rzewuski i Franciszek Ksawery Branicki przygotowali akt konfederacji, znoszącej postanowienia Konstytucji 3 maja. Gwarantem przywrócenia dawnych praw miała być caryca Katarzyna II. Akt konfederacji ogłoszony został 14 maja, w pogranicznej miejscowości Targowica, a w kilka dni później armia rosyjska, na prośbę targowiczan, przekroczyła granice Rzeczypospolitej.
Od kilku już miesięcy trwały w Polsce przygotowania do spodziewanej interwencji. Kościuszko brał w nich udział, dokonując inspekcji i manewrów podległych sobie wojsk, obejmując przy tym dowództwo dywizji pod nieobecność księcia Józefa Poniatowskiego. Na początku maja 1792 roku dokonana została reorganizacja wojsk polskich. Wodzem armii koronnej, liczącej około 17 tys. żołnierzy, król mianował księcia Józefa Poniatowskiego. Dowódcą jednej z trzech dywizji, tworzących armię koronną, został Tadeusz Kościuszko. 18 maja wojska rosyjskie (w sile około 100 tysięcy żołnierzy) wkroczyły na terytorium Rzeczypospolitej. Rozpoczęła się wojna polsko-rosyjska 1792. Armia litewska, wskutek zdrady dowódcy ks. Ludwika Wirtemberskiego, nie stawiła najeźdźcom prawie żadnego oporu. Również armia koronna nie dysponowała wystarczającymi siłami dla powstrzymania korpusu wkraczającego na Ukrainę. Udało się jej tylko wycofać bez większych strat na linię Bugu. W trakcie odwrotu doszło 18 czerwca do zwycięskiej bitwy pod Zieleńcami. Wprawdzie nie miała ona większego znaczenia dla przebiegu dalszych działań, wykazała jednak możliwość skutecznej walki z wrogiem. Dla uczczenia tego zwycięstwa ustanowiony został przez króla Order Virtuti Militari. Na pierwszej liście odznaczonych widnieje, między innymi, nazwisko generała majora Tadeusza Kościuszki.
Kościuszko odznaczył się w bitwach pod Zieleńcami (18 czerwca), Włodzimierzem (7 lipca) i pod Dubienką (18 lipca 1792). Po walkach na linii Bugu, w których odparto około trzykrotnie silniejsze wojska rosyjskie, ukształtowała się opinia o wysokich umiejętnościach dowódczych Kościuszki, czego wyrazem była nominacja na generała lejtnanta, podpisana 1 sierpnia 1792. Zanim nominacja ta dotarła do obozu pod Sieciechowem, gdzie rozlokowała się armia koronna, doszła wiadomość o przystąpieniu króla do konfederacji targowickiej i polecenie wstrzymania wszelkich działań przeciwko wojskom rosyjskim. Kościuszko w odpowiedzi na nią 30 lipca podał się do dymisji. Uzasadnił to tym, że „zmiana okoliczności krajowych byłaby przeciwną pierwiastkowej mojej przysiędze i wewnętrznemu przekonaniu”. Kościuszko rezygnował w ten sposób z 40 tysięcy złotych rocznej pensji plus dodatków. Dla porównania, jednego roku po zmniejszeniu pańszczyzny swoim chłopom uzyskał dochód z majątku Siechnowicze wynoszący 992 złote. Do dymisji na razie nie doszło, ponieważ Kościuszko chciał wyjednać swoim zasłużonym oficerom awanse i nagrody, za następny kwartał służby jednak pensji nie pobrał.
Gdy Szczęsny Potocki ogłosił, że zamierza ukarać każdego oficera, który nosiłby publicznie order Virtuti Militari uzyskany za wojnę w obronie Konstytucji 3 Maja, Kościuszko napisał do niego list, w którym zgłosił się na ochotnika do ukarania i prosił, by pozostałych oficerów Szczęsny Potocki zostawił w spokoju.

### Emigracja polityczna w 1792 roku
Większość działaczy politycznych szykowała się do opuszczenia kraju, wyjeżdżając głównie do Saksonii, bowiem w Lipsku i Dreźnie powstawał ośrodek emigracyjny przeciwników konfederacji targowickiej. Kościuszko coraz częściej także myślał o wyjeździe. 26 sierpnia Narodowe Zgromadzenie Prawodawcze rewolucyjnej Francji nadało mu zaszczytny tytuł Obywatela Francji. Było to wyrazem uznania dla jego działalności i walki o ideały wolności.
W liście adresowanym do księżnej Czartoryskiej, w październiku 1792 roku poinformował, że wkrótce wyjeżdża do Lipska. Przebywali już tam Ignacy Potocki i Hugo Kołłątaj, kierujący sprzysiężeniem przeciwników targowicy i przygotowujący powstanie przeciwko zaborcom. Wiosną 1793 roku powstał drugi ośrodek spiskowy, skupiający działalność wcześniejszych niewielkich organizacji, tym razem w kraju. Na jego czele stanęli Ignacy Józef Działyński, Karol Prozor i inni. Utrzymywał on kontakty z ośrodkiem emigracyjnym. W Lipsku Kościuszko mieszkał tylko przez dwa tygodnie, udając się na początku 1793 roku do Paryża. Starał się tam o uzyskanie pomocy Francji dla planowanego powstania, ale konkretnych zobowiązań nie uzyskał. Przebieg układów z jakobinami ujawnił Charlesowi François Dumouriezowi, którego zdrada ujawniła plany emigracji polskiej państwom rozbiorowym.
Rozwój wydarzeń w kraju zdawał się sprzyjać mgliście jeszcze zarysowanej koncepcji wywołania insurekcji. 13 stycznia 1793 roku Prusy podpisały z Rosją porozumienie w sprawie drugiego rozbioru Polski. Zwołany 17 czerwca sejm grodzieński, z pewnymi oporami, ratyfikował układy rozbiorowe z dwoma państwami zaborczymi. Polska stała się krajem o powierzchni niewiele przekraczającej 200 tys. kilometrów kwadratowych, z ludnością liczącą około 4 milionów. Gospodarka i społeczeństwo były zrujnowane ekonomicznie i moralnie. Takiego zakończenia nie przewidywali nawet najzagorzalsi zwolennicy konfederacji targowickiej. Większość obywateli zrozumiała prawdziwe zamiary zaborców, a to stwarzało sprzyjający klimat do podjęcia walki zbrojnej o niepodległość.
Po powrocie z Paryża do Drezna w czerwcu 1793 roku Kościuszko opracował koncepcję organizacji powstania narodowego. W formie instrukcji trafiła ona do kraju, gdyż tu miały być przeprowadzone odpowiednie przygotowania. Krajowy ośrodek sprzysiężenia miał nieco odmienny plan działania. Przedstawiony on został Kościuszce we wrześniu 1793 roku w Podgórzu koło Krakowa (obecnie jego dzielnica). Generał stwierdził, iż przygotowania są słabo zaawansowane, a warunki wybuchu powstania jeszcze niezbyt sprzyjające i odroczył jego rozpoczęcie na czas bliżej nieokreślony. W instrukcji do przywódców tajnego sprzysiężenia pisał:

Tak chwalebny cel wydźwignienia Narodu z jarzma niewoli pośród najtrudniejszych zawad powinien być dobrze zważony, nie w prędkości uczucia obywatelskiego, ale w zimnym rozsądku, zastanawiającym się na wszystko, aby nie pogrążyć kraj w większą niewolę jeszcze zatraceniem nawet kiedyś nadziei odzyskania onej.

W wyniku tego opóźnienia znaczna część wojsk polskich została zagarnięta kordonem rosyjskim lub uległa redukcji, roboty spiskowe wykryto, a insurekcja rozpoczęła się bezładnie.
Tymczasem sytuacja w kraju rozwijała się w niepomyślnym kierunku. Zapadła, wymuszona na Radzie Nieustającej, decyzja o znacznej redukcji wojska polskiego. W pierwszych dniach marca rosyjskie władze okupacyjne wpadły na trop warszawskiej organizacji spiskowej. Kolejni emisariusze z kraju przynosili do Lipska naglące wezwania. W tej sytuacji Kościuszko zdecydował się na rozpoczęcie insurekcji mimo niewykonania jego instrukcji. Prawdopodobnie 15 marca wyruszył z Drezna do Krakowa.

### Insurekcja kościuszkowska

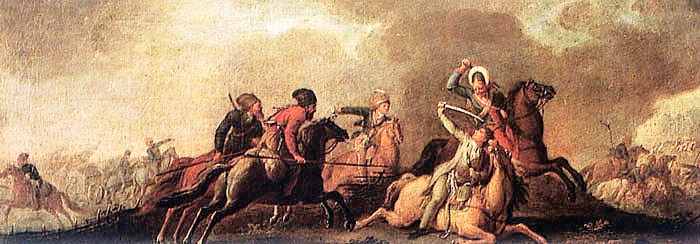
Kościuszko pada ranny w bitwie pod Maciejowicami 10 października 1794, obraz Jana Bogumiła Plerscha

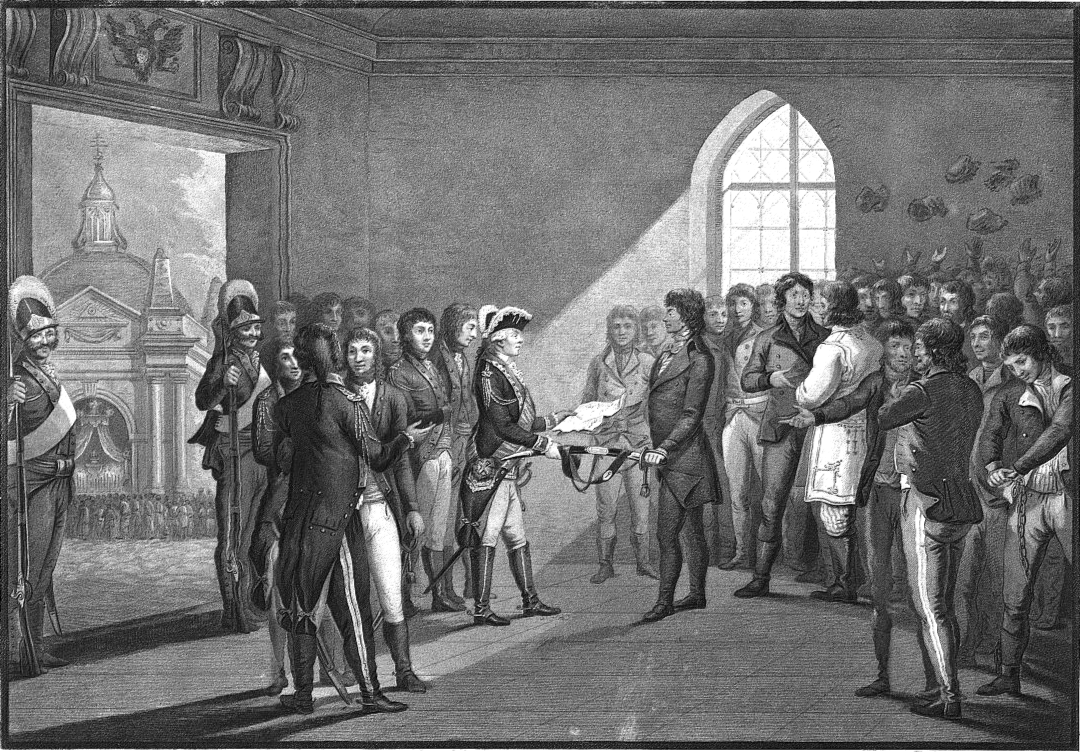
Cesarz Paweł I uwalnia Kościuszkę, rycina Thomasa Gaugaina

Tadeusz Kościuszko w liście do siostry, Anny Estkowej, pisał w 1792 roku, że trzeba „pamiętać zawsze, że w naturze wszyscy równi jesteśmy, że bogactwa i wiadomości czynią tylko różnicę”. Było to wyrazem jego najszczerszego przekonania, któremu pozostawał wierny przez całe życie. Przy okazji powstania Kościuszko powiedział:

Za samą szlachtę bić się nie będę, chcę wolności całego narodu i dla niej wystawię tylko me życie.

Kościuszko wygłosił odezwę do kobiet, co było zupełną nowością. Ujął się także za Żydami, obiecując zająć się ich skargami. Powołał pod broń chłopów, wydał Uniwersał połaniecki, ograniczający poddaństwo i zmniejszający pańszczyznę tej warstwy ludności, ale zabezpieczający również szlachtę przed nieuczciwością chłopów. Przez pewien czas w powstaniu Kościuszko chodził ubrany w sukmanę chłopską, w którym to stroju jego wizerunek przeszedł do historii i był wielokrotnie powielany.
W czasie bitwy pod Racławicami chłop Wojciech Bartosz wykazał się odwagą, gasząc własnym nakryciem głowy tlący się lont od działa. Kościuszko za to wyzwolił go, nadał mu ziemię i tytuł szlachecki oraz awansował na chorążego regimentu grenadierów.
24 marca 1794 roku na rynku krakowskim złożył narodowi uroczystą przysięgę i objął formalnie przywództwo insurekcji jako Najwyższy Naczelnik Siły Zbrojnej Narodowej.
Ja, Tadeusz Kościuszko, przysięgam w obliczu Boga całemu Narodowi Polskiemu, iż powierzonej mi władzy na niczyj prywatny ucisk nie użyję, lecz jedynie jej dla obrony całości granic, odzyskania samowładności Narodu i ugruntowania powszechnej wolności używać będę. Tak mi Panie Boże dopomóż i niewinna męka Syna Jego.

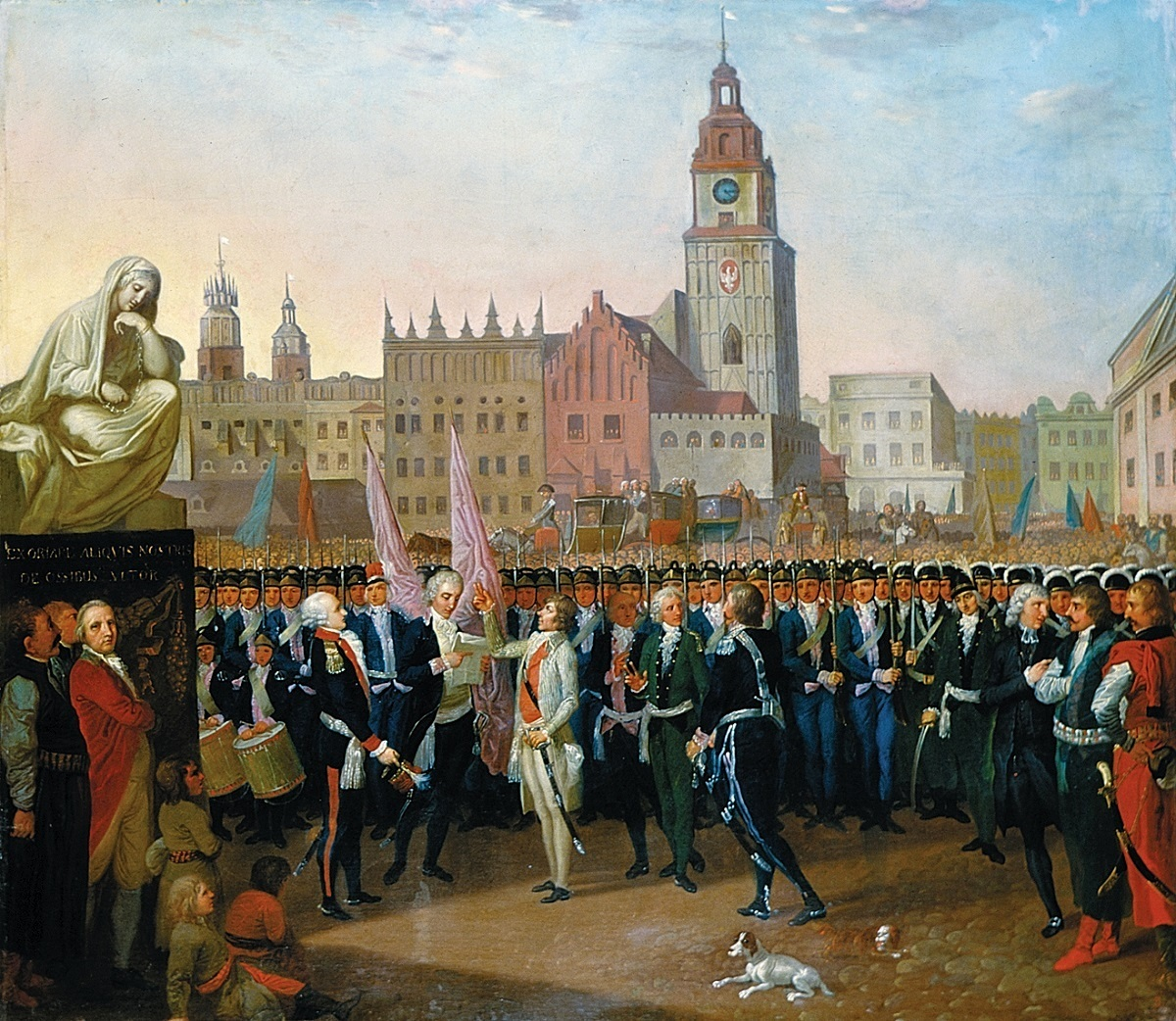
Franciszek Smuglewicz, Przysięga Kościuszki na Rynku w Krakowie, 1794

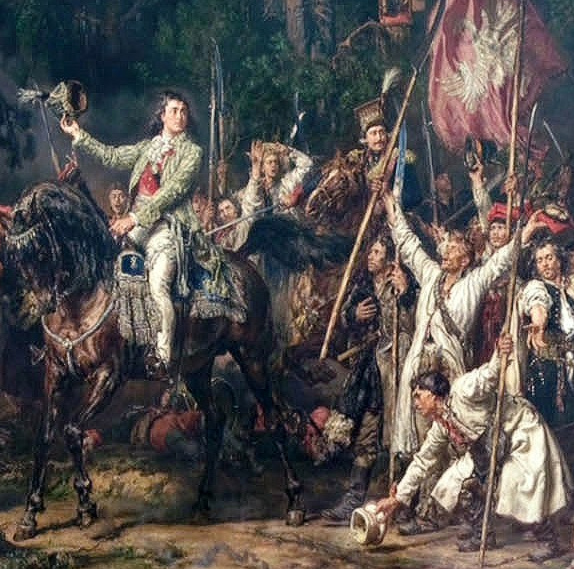
Kościuszko na obrazie Matejki

W czasie powstania Kościuszko zreformował armię polską, wprowadzając w niej kilka innowacji. Przypisuje mu się autorstwo pomysłu tworzenia jednostek ruchomej milicji chłopskiej – kosynierów, a także utworzenie pierwszych oddziałów strzelców celnych prekursorów snajperów. Decyzja stworzenia takich oddziałów w Wojsku Polskim zapadła według ustaleń sejmu 8 października 1789 roku. Projekt ich utworzenia opracował Tadeusz Kościuszko, który po amerykańskich doświadczeniach wzorował je na oddziałach Rangersów. Podobnie jak w Ameryce rekrutowano do nich myśliwych oraz leśniczych, a szczególnie Kurpiów, którzy słynęli w Rzeczypospolitej z umiejętności strzeleckich. Kościuszko napisał dla nich instrukcję ćwiczenia strzelców celnych wydaną przez Komisję Wojskową 20 kwietnia 1791 roku .
- 24 marca – 16 listopada 1794 – insurekcja kościuszkowska.
- 4 kwietnia 1794 – zwycięska bitwa pod Racławicami.
- 7 maja 1794 – wydanie Uniwersału połanieckiego.
- 10 października 1794 – w bitwie pod Maciejowicami ranny Kościuszko został wzięty do niewoli, po czym został uwięziony w twierdzy Pietropawłowskiej w Petersburgu. Prawdopodobnie właśnie podczas pobytu w niewoli rosyjskiej, Kościuszko (który był świetnym pianistą) skomponował dwa polonezy i walc, wszystkie dedykowane armii polskiej[32].

### Ostateczna emigracja

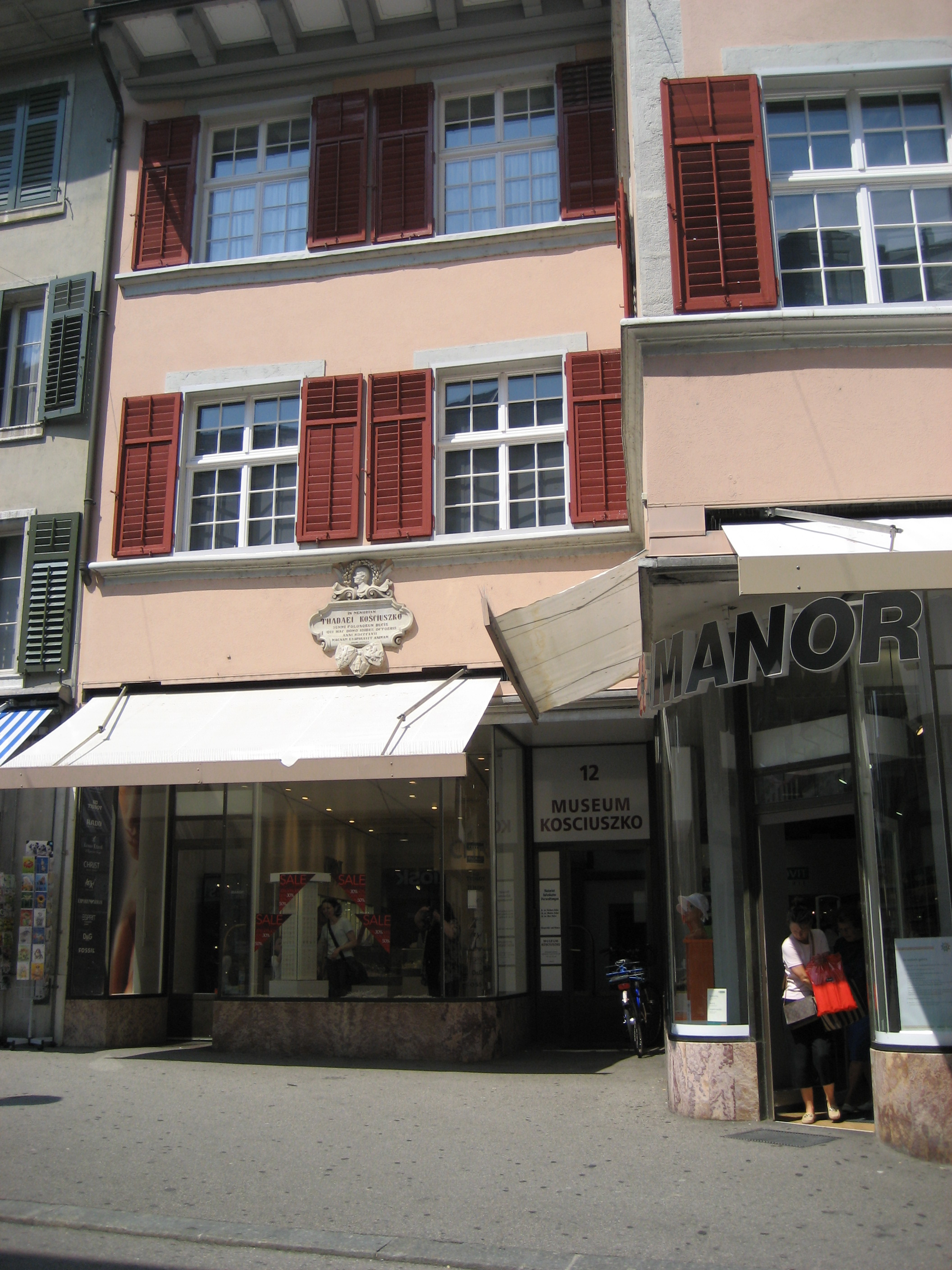
Dom z płytą upamiętniającą w Solurze, w którym Kościuszko mieszkał w ostatnich latach życia

Car Paweł I Romanow 26 listopada 1796 roku wypuścił Kościuszkę po złożeniu przysięgi wiernopoddańczej, co było ceną za uwolnienie z rosyjskich więzień i zesłania 20 tys. Polaków. Kościuszko musiał także przyrzec, że nie wróci do Polski. W drogę przez Finlandię i Sztokholm Kościuszko udał się ze swymi przyjaciółmi, w tym największym z nich Julianem Ursynem Niemcewiczem. Do Stanów Zjednoczonych Ameryki wyruszył z Wielkiej Brytanii, po Londynie przebywał w Bristolu. W Anglii spotkał się z poetą Wiliamem Wordsworthem, którego wiersze pokrzepiały go w rosyjskim więzieniu. W Stanach Zjednoczonych zaprzyjaźnił się z Thomasem Jeffersonem, który pomógł mu uzyskać paszport pod fałszywym nazwiskiem. Wszędzie po drodze przyjmowany był nie tylko jako polski bohater narodowy, ale jako wielki ówczesny żołnierz walczący o wolność. W 1797 roku po kilkunastu miesiącach wrócił do Europy, zamieszkując w Paryżu, a następnie w Szwajcarii.
W latach 1807–1814 mieszkał w Château de Berville pod La Genevraye u Petera Josefa Zeltnera i wziął udział w tworzeniu Legionów Polskich. W roku 1799 (17 października i 6 listopada) spotykał się z Napoleonem. Kościuszko był przeciwnikiem wiązania sprawy polskiej z Napoleonem, któremu nie ufał.
W 1799 roku brał udział w zakładaniu w kraju Towarzystwa Republikanów Polskich. Chciał dodać do tekstu przysięgi towarzystwa obowiązek nauczenia czytania przynajmniej czterech chłopów. Gdyby wstępujący się z tego zobowiązania nie wywiązał, miał pokryć się wieczną niesławą. W 1808 roku opublikował książkę Obroty artylerii konnej. Prawdopodobnie w tym samym roku wyjechał do Solury (Solothurn) w Szwajcarii, do Franciszka Ksawerego Zeltnera (wójta Solury), u którego zamieszkał w patrycjuszowskiej kamienicy przy Gurzelngasse nr 12. Tam spędził ostatnie lata życia. W 1815 roku car Aleksander I Romanow, pragnąc uzyskać aprobatę dla stworzenia marionetkowego Królestwa Polskiego, zaprosił Kościuszkę do Wiednia. Ten na wiadomość, że planowane Królestwo Polskie ma mieć mniejsze terytorium od Księstwa Warszawskiego, oświadczył, że to jest „pośmiech” i po bezskutecznej próbie listownego skontaktowania się z carem opuścił Wiedeń.
2 kwietnia 1817 roku Kościuszko napisał testament, w którym wyzwolił swoich chłopów. Pisał w nim:

„Czując głęboko, że poddaństwo przeciwne jest prawu natury i pomyślności narodów, oświadczam niniejszem, iż znoszę je zupełnie i na wieczne czasy w majątku moim Siechnowicze, w województwie Brzesko-Litewskim położonem, tak w imieniu własnem, jak i jego przyszłych posiadaczy. Uznaję więc mieszkańców wsi, do majątku tego należącej, za wolnych obywateli i nieograniczonych niczem właścicieli posiadanych gruntów. Uwalniam ich od wszelkich bez wyjątku danin, pańszczyzny i powinności osobistych, do których dotąd względem właścicieli majątku tego byli obowiązani. Wzywam ich tylko, aby dla dobra własnego i kraju starali się o zakładanie szkół i szerzenie oświaty” .

15 września 1817 roku w liście do Jeffersona Kościuszko potwierdził swoją wolę z 1798 roku, że pieniądze zarobione przez niego w Ameryce i tam się znajdujące mają po jego śmierci zostać przeznaczone na wyzwolenie i edukację czarnoskórych niewolników.
Tadeusz Kościuszko zmarł 15 października 1817 roku w Solurze, w domu Zeltnera, i został pochowany w pobliskim Zuchwilu. Badania genetyczne wykonane na przełomie 2021–2022 na próbkach pobranych z materiałów użytych do zabezpieczenia serca Kościuszki przez Michała Witta i Tadeusza Dobosza sugerują, że przyczyną śmierci było zapalenie wsierdzia wywołane przez bakterię Cutibacterium acnes. W pobranym materiale nie stwierdzono sekwencji genetycznych bakterii wywołującej tyfus, co wykluczałoby wcześniejsze diagnozy.
W roku 1818 trumna z zabalsamowanym ciałem Tadeusza Kościuszki została sprowadzona do kraju i 23 czerwca uroczyście złożona w krypcie św. Leonarda na Wawelu; w 1832 trumnę złożono do sarkofagu.
Zgodnie z testamentem wydobyte z ciała serce Kościuszki zostało umieszczone w urnie i przekazane Emilii Zeltner, córce Franciszka. W 1819 roku serce Kościuszki zostało zabrane przez Emilię Zeltner do Vezii koło Lugano, a w 1829 do Varese we Włoszech. W 1895 roku urna z sercem Tadeusza Kościuszki została przekazana muzeum w Rapperswilu i zdecydowano umieścić je w miejscowym kościele św. Jana Chrzciciela. W 1921 roku polski Sejm podjął uchwałę o sprowadzeniu serca Kościuszki do kraju, co zostało zrealizowane 15 października 1927 roku. W latach 1927–1939 urna z sercem znajdowała się w kaplicy na Zamku Królewskim w Warszawie. Została tam umieszczona ponownie 31 sierpnia 1984 roku podczas uroczystości zakończenia odbudowy i przekazania Zamku Królewskiego społeczeństwu.

## Odznaczenia i wyróżnienia

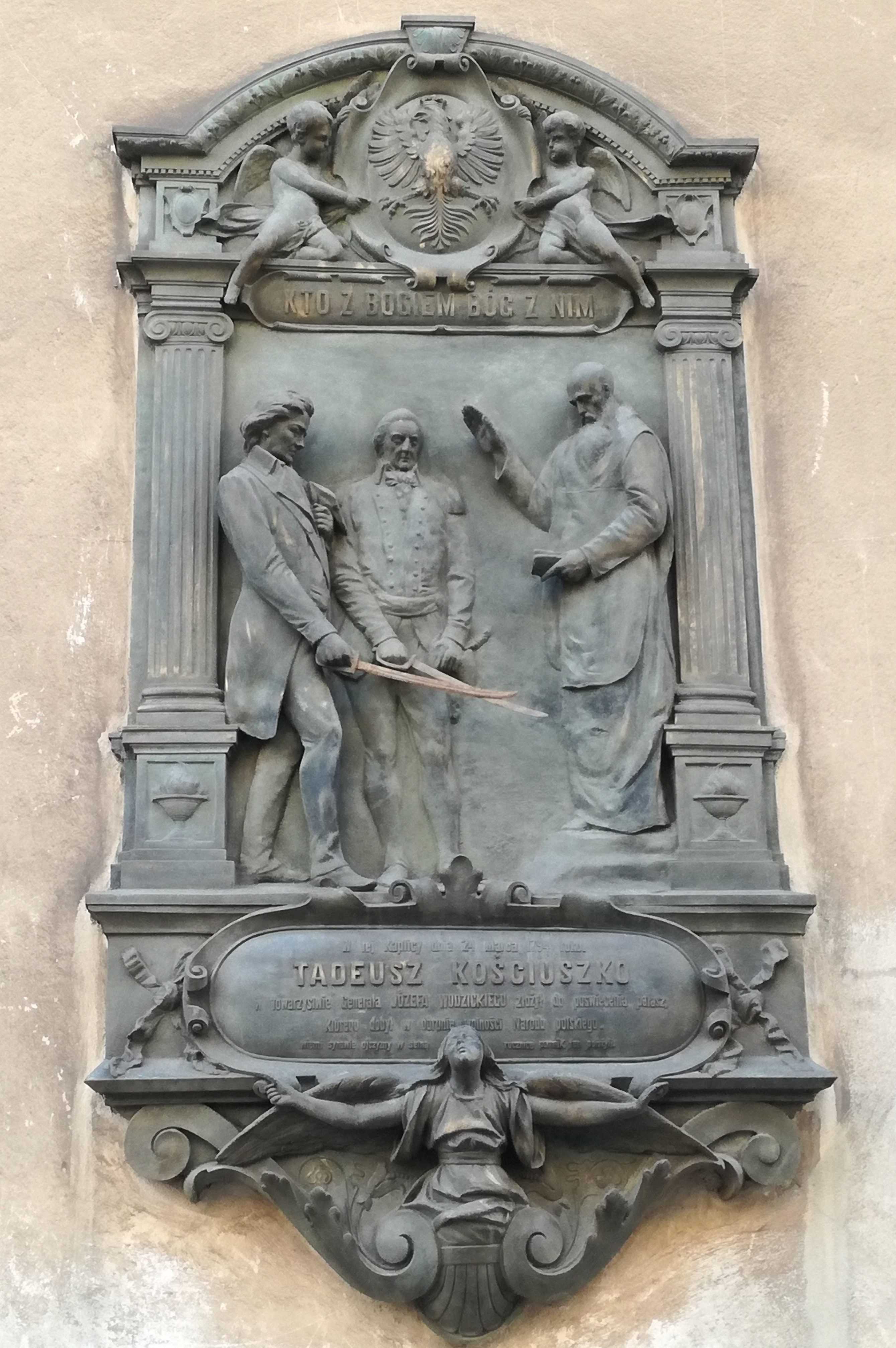
Tablica na murze klasztoru kapucynów przy ul. Loretańskiej w Krakowie upamiętniająca poświęcenie pałasza Kościuszki 24 marca 1794

- Złoty medal Virtuti Militari, 1792 r. Kościuszko był pierwszą osobą odznaczoną tym odznaczeniem. Później zastąpił medal krzyżem kawalerskim VM.
- Order Cyncynata otrzymał 5 maja 1784 r. z rąk Waszyngtona w Filadelfii[48]
- Jedna z planetoid odkryta przez amerykańskiego astronoma Edwarda Bowella, nazwana została (90698) Kosciuszko[49]

W 1792 roku Stanisław August Poniatowski chciał nadać Kościuszce Order Orła Białego. Ten jednak, jako republikanin z przekonania, miał odmówić jego przyjęcia.

## Przynależność do masonerii
Choć niektórzy twierdzą, że Kościuszko był wolnomularzem, nie ma żadnych dowodów, że należał do masonerii, ani polskiej, ani francuskiej, ani amerykańskiej, ani szwajcarskiej. Franciszek Piotr Józef Zeltner, u którego Kościuszko mieszkał w latach 1801–1815 w Berville, na zebraniu warszawskiej loży masońskiej Świątynia Izydy 25 maja 1818 roku powiedział o Kościuszce: „niewiadome dla mnie wypadki nie połączyły go z naszym związkiem”. Z kolei w czerwcu 1779 roku Kościuszko nie wziął udziału w spotkaniu masonów – wojskowych – z Waszyngtonem w czasie wizyty Waszyngtona w West Point, gdzie przyszły Naczelnik zajmował w tamtym czasie kluczową pozycję wojskową. Ponadto J. Morkowski i B. Drewnowski zwracają uwagę, że zachodnie loże masońskie nie zajmowały się problematyką niepodległości Polski, i z tego powodu dla Kościuszki przynależność do nich byłaby stratą czasu.

## Opinie o Kościuszce
- Hugo Kołłątaj pisał w swoim dzienniku: „Dla uchronienia się od nieszczęśliwych wypadków rewolucyi francuskiej, zgodziliśmy się, że insurekcja w Polsce powinna być pod dyktaturą jednego człowieka, który by pozyskał powszechne zaufanie. Cały naród wskazał do tego Kościuszkę”[57].
- Napoleon nazwał go „bohaterem północy”.
- Thomas Jefferson nazwał go „najczystszym synem wolności jakiego poznałem [...] i to wolności dla wszystkich, a nie tylko dla nielicznych i bogatych”.
- Berek Joselewicz nazywał go „posłańcem od Boga”.
- Lord Byron w wierszu „The Age of Bronze” (Wiek brązu, 1823)[58] napisał: „Kościuszko – to dźwięk, który przeraża ucho tyrana”.
- Katarzyna II nazwała go „bestią”.
- Jules Michelet nazwał go „ostatnim rycerzem, ale pierwszym Polakiem z nowoczesnym zrozumieniem braterstwa i równości”.
- Generał Nathanael Greene nazwał go „mistrzem swojej profesji”[59] .
- Jules Verne uhonorował Tadeusza Kościuszkę umieszczając jego portret w gabinecie kapitana Nemo w powieści Dwadzieścia tysięcy mil podmorskiej żeglugi (1870).
- Paweł Edmund Strzelecki nazwał odkryty przez siebie najwyższy szczyt Australii Mount Kosciuszko, który znajduje się w Parku Narodowym Kościuszki.
- Feliks Koneczny pisał o nim: „Cała cywilizowana ludzkość składa się na sławę Kościuszki. Nie ma kultury bez czci dla jego imienia. Kto nie uchyla głowy przed tym imieniem, ten stoi poniżej poziomu przeciętnego cywilizowanego człowieka. Gdzie kończy się kult Kościuszki, tam kończy się cywilizacja”[60].

## Upamiętnienie
Tadeusz Kościuszko jest uznawany za bohatera narodowego Polski, Stanów Zjednoczonych Ameryki oraz Białorusi.
14 października 1861, w przeddzień patriotycznych obchodów rocznicy śmierci Tadeusza Kościuszki, rosyjski namiestnik Karol Lambert wprowadził w Królestwie Polskim stan wojenny. Brutalne stłumienie uroczystości rocznicowych przez wojsko rosyjskie, połączone m.in. ze sprofanowaniem kościołów, przyspieszyło przygotowania powstańcze. W czasie II Wojny Światowej sformowano pierwszy związek Ludowego Wojska Polskiego w maju 1943, na terenie ZSRR w Sielcach nad Oką 1 Polską Dywizję Piechoty im. Tadeusza Kościuszki. Chrzest bojowy przeszła pod Lenino. Po II wojnie światowej jego imieniem nazwano hutę w Chorzowie. W wielu polskich miastach znajdują się ulice im. Tadeusza Kościuszki, które spotyka się również za granicą – głównie w USA, na Białorusi, na Ukrainie oraz na Węgrzech (Budapeszt), w Serbii (Belgrad), Rosji (Petersburg, Wołgograd i Kopiejsk) i Kazachstanie (Karaganda). Istnieje też wiele parków jego imienia, np. Kosciuszko Park w Chicago oraz w mieście Milwaukee w stanie Wisconsin.

### Nazwy geograficzne

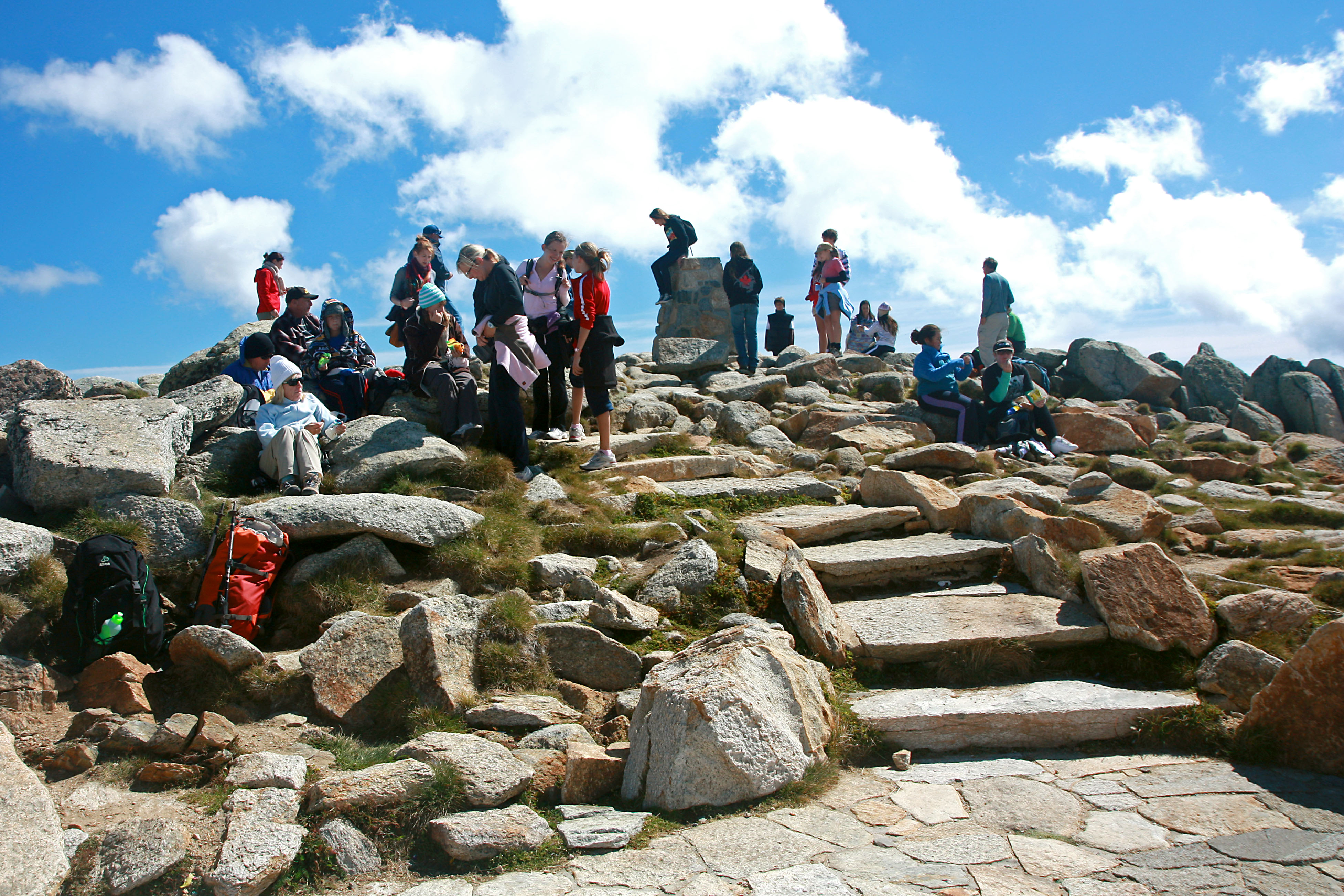
Szczyt Góry Kościuszki

- Imię bohatera sławi odkryta przez Pawła Edmunda Strzeleckiego Góra Kościuszki. Ten najwyższy szczyt Australii znajduje się w Parku Narodowym Kościuszki (Kosciuszko National Park).
- Hrabstwo Kościuszki w stanie Indiana
- Kosciusko – miasto w stanie Missisipi
- Mosty Kościuszki – dwa główne mosty w Nowym Jorku
- Wyspa Kościuszki na Alasce

### Numizmatyka

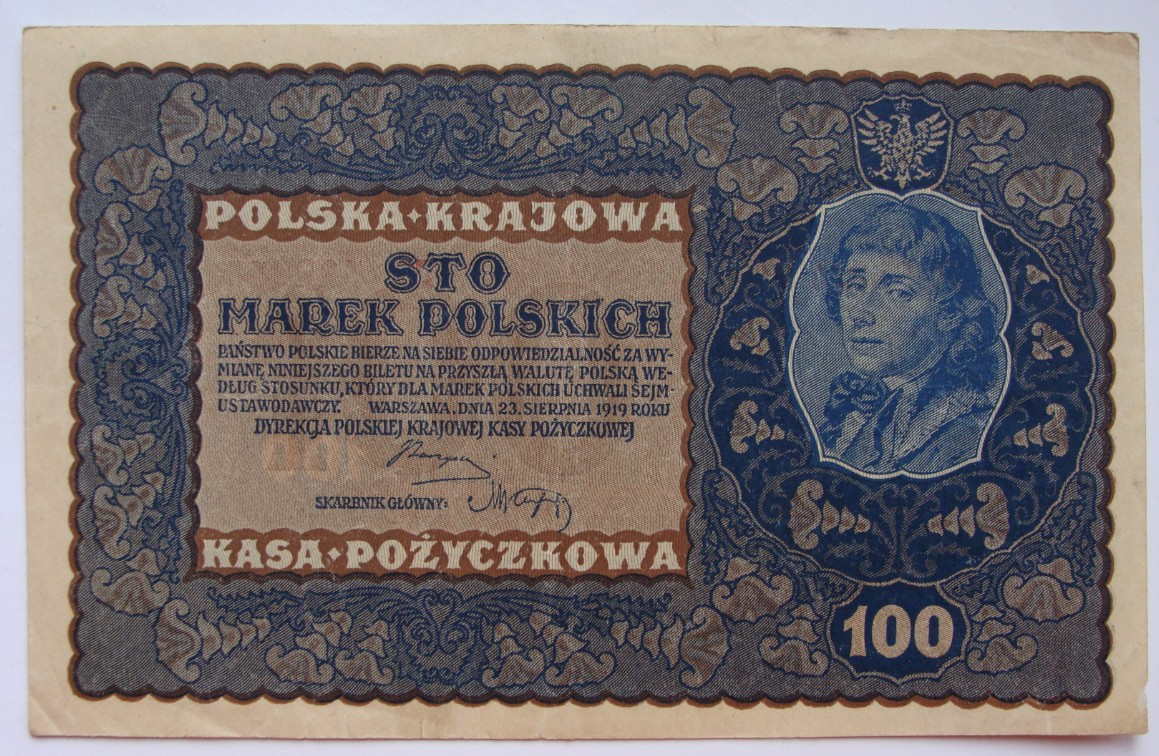
Tadeusz Kościuszko na polskim banknocie stumarkowym z 1919 roku

Wizerunek Kościuszki pojawił się na wielu numizmatach, m.in.:
- Na banknotach o wartości 5, 10, 20, 100, 1000, 5000 marek polskich[62],
- Na międzywojennych banknotach o wartości 1, 2, 10, 20, 50, 100, 500, i 1000-złotowym Banku Polskiego[62],
- Na monecie 10-złotowej wyemitowanej przez Narodowy Bank Polski w latach 1959–1966 oraz 1969–1973[63] w PRL-u,
- Na banknocie o nominale 500 zł, będącym w obiegu w latach 1975–1996[64].
- Na srebrnej monecie 10-złotowej i złotej monecie 200-złotowej bitych stemplem lustrzanym, wyemitowanych przez NBP w 2017 roku z okazji 200. rocznicy śmierci Kościuszki[65].

### Pomniki

Tablica pamiątkowa Kościuszki w Krakowie, Rynek Główny 47 (2001)

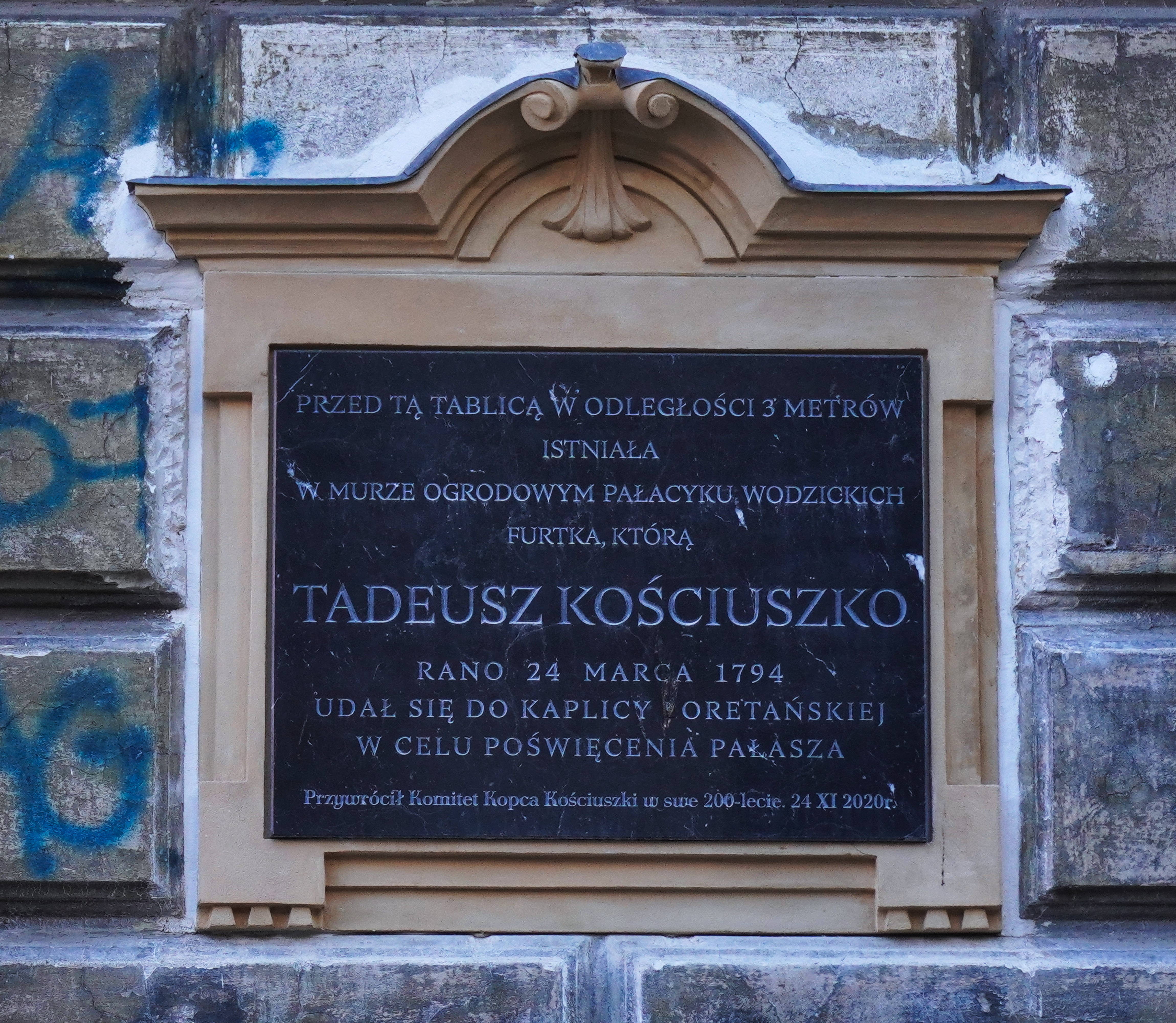
Tablica upamiętniająca Tadeusza Kościuszkę w Krakowie, ul. Loretańska 14

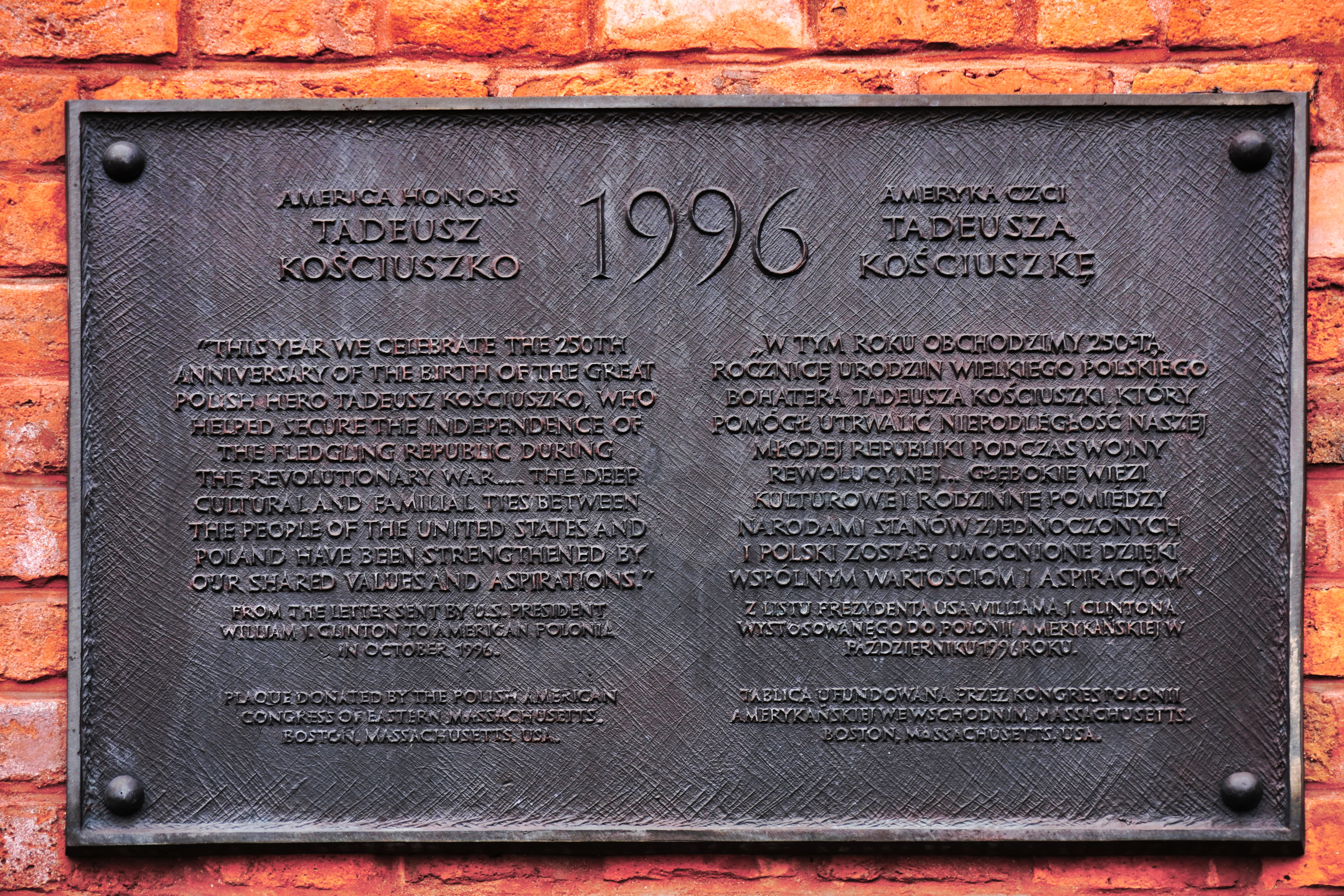
Tablica upamiętniająca Tadeusza Kościuszkę w Krakowie, fort cytadelowy 2 „Kościuszko”, Kopiec Kościuszki

- Pomnik Tadeusza Kościuszki w Ostródzie przy ulicy Adama Mickiewicza[66],
- Na Wawelu stoi konny pomnik Tadeusza Kościuszki,
- Pomnik Tadeusza Kościuszki w Łodzi u zwieńczenia ulicy Piotrkowskiej na Placu Wolności zbudowany w latach 1927–1930,
- W Chicago pomnik Kościuszki stoi na prestiżowej promenadzie widokowej „Solidarity Drive” w centrum miasta, nad jeziorem Michigan. W rocznicę Konstytucji 3 Maja organizacje polonijne składają wieńce i kwiaty pod tym pomnikiem.
- Pomnik Tadeusza Kościuszki w Waszyngtonie wzniesiony w 1910 według projektu Antoniego Popiela, który ufundowany został przez amerykańską Polonię – Komitet Narodowy Polski ustawiony w parku Lafayette. Jego kopia znajduje się na osi Ogrodu Saskiego w Warszawie,
- Pomnik na polu bitwy pod Saratogą,
- Pomnik w Detroit,
- Pomnik w Chełmie[67],
- Pomnik w Łęcznej,
- Posąg oraz tablica pamiątkowa w Akademii Wojskowej Stanów Zjednoczonych West Point, którą wybudował Kościuszko w czasie amerykańskiej wojny o niepodległość
- Pomnik w Bostonie autorstwa Theo Alice Ruggles Kitson.

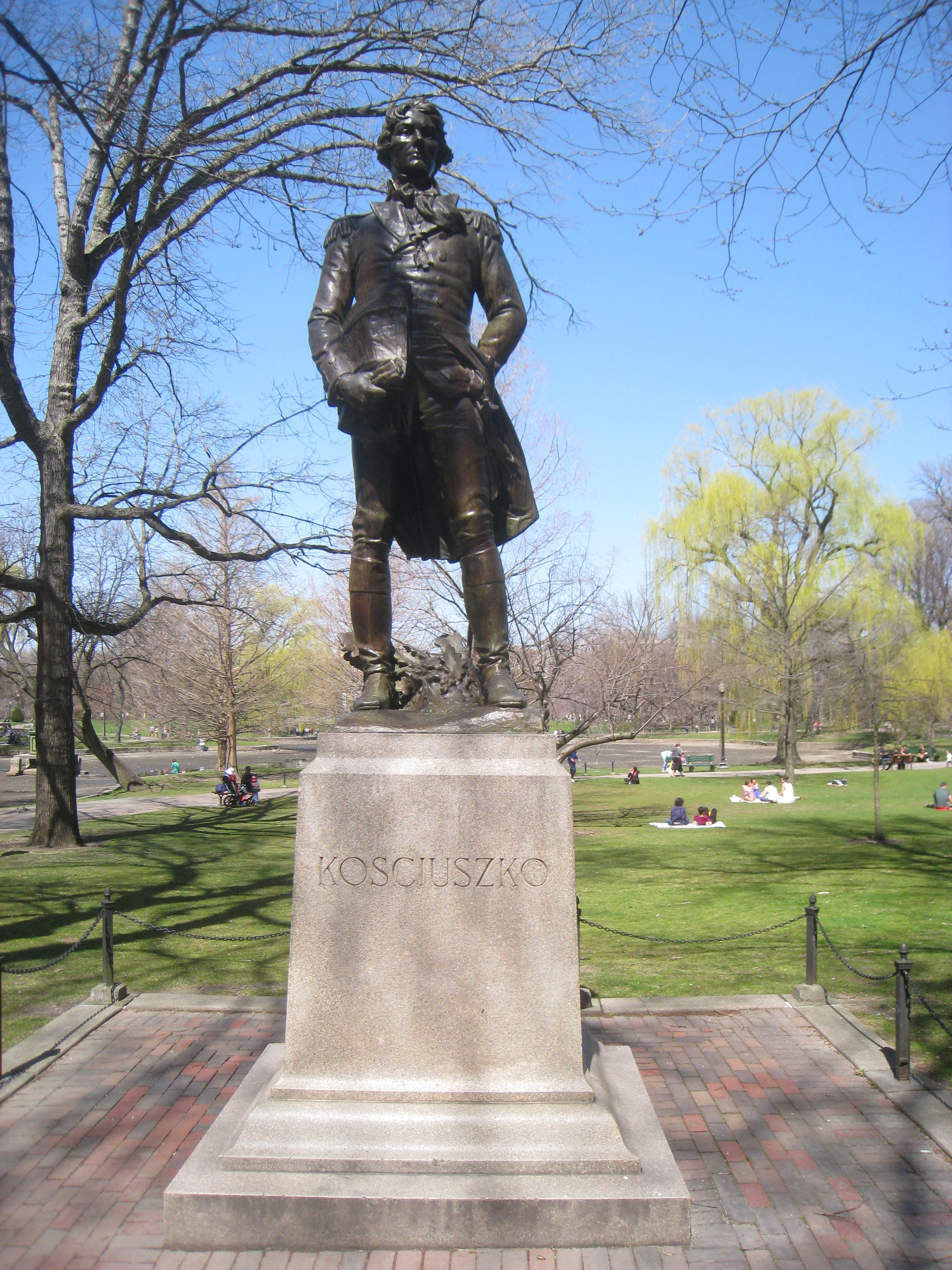
Pomnik Tadeusza Kościuszki autorstwa Theo Alice Ruggles Kitson w Bostonie
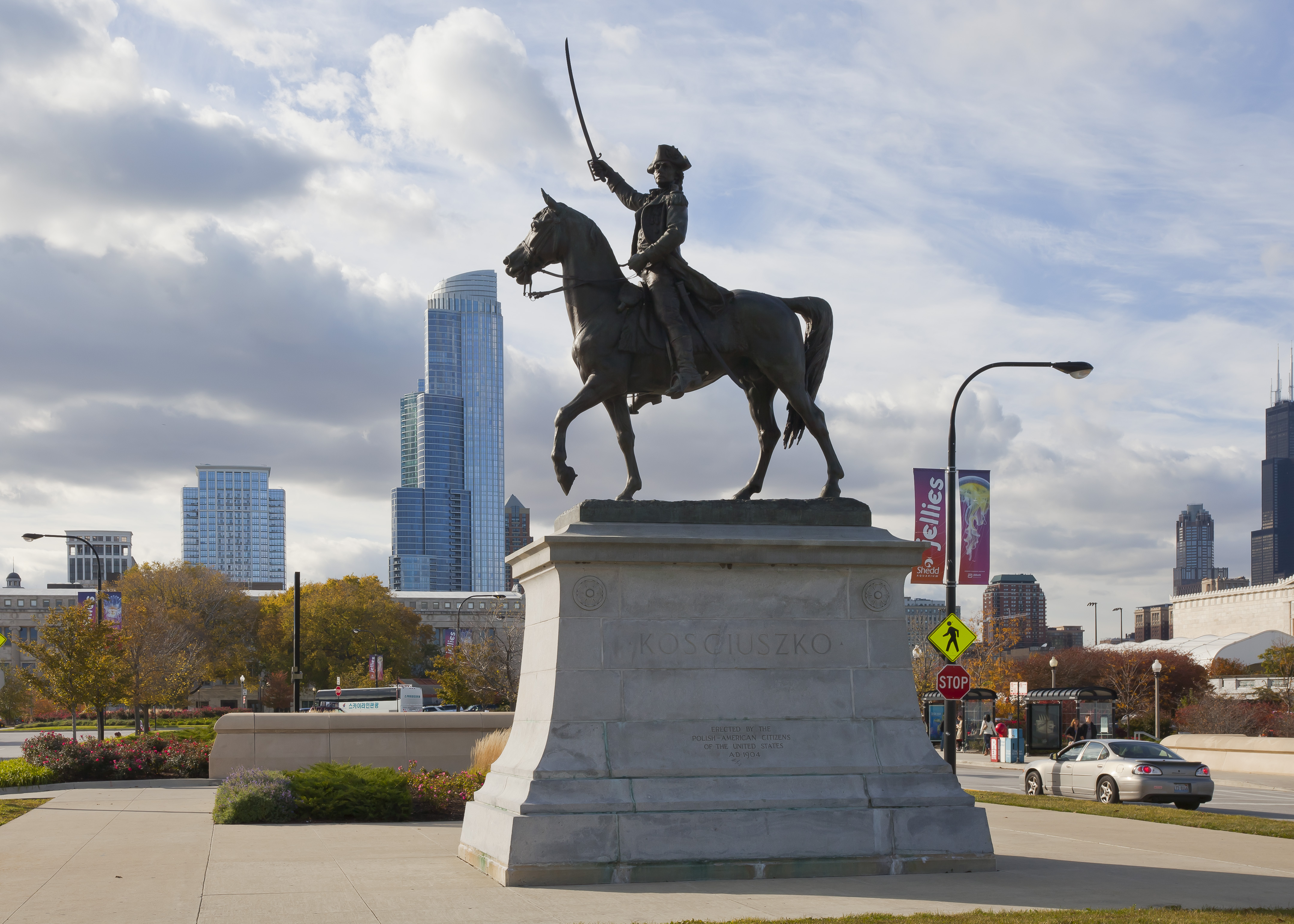
Pomnik Kościuszki w Chicago
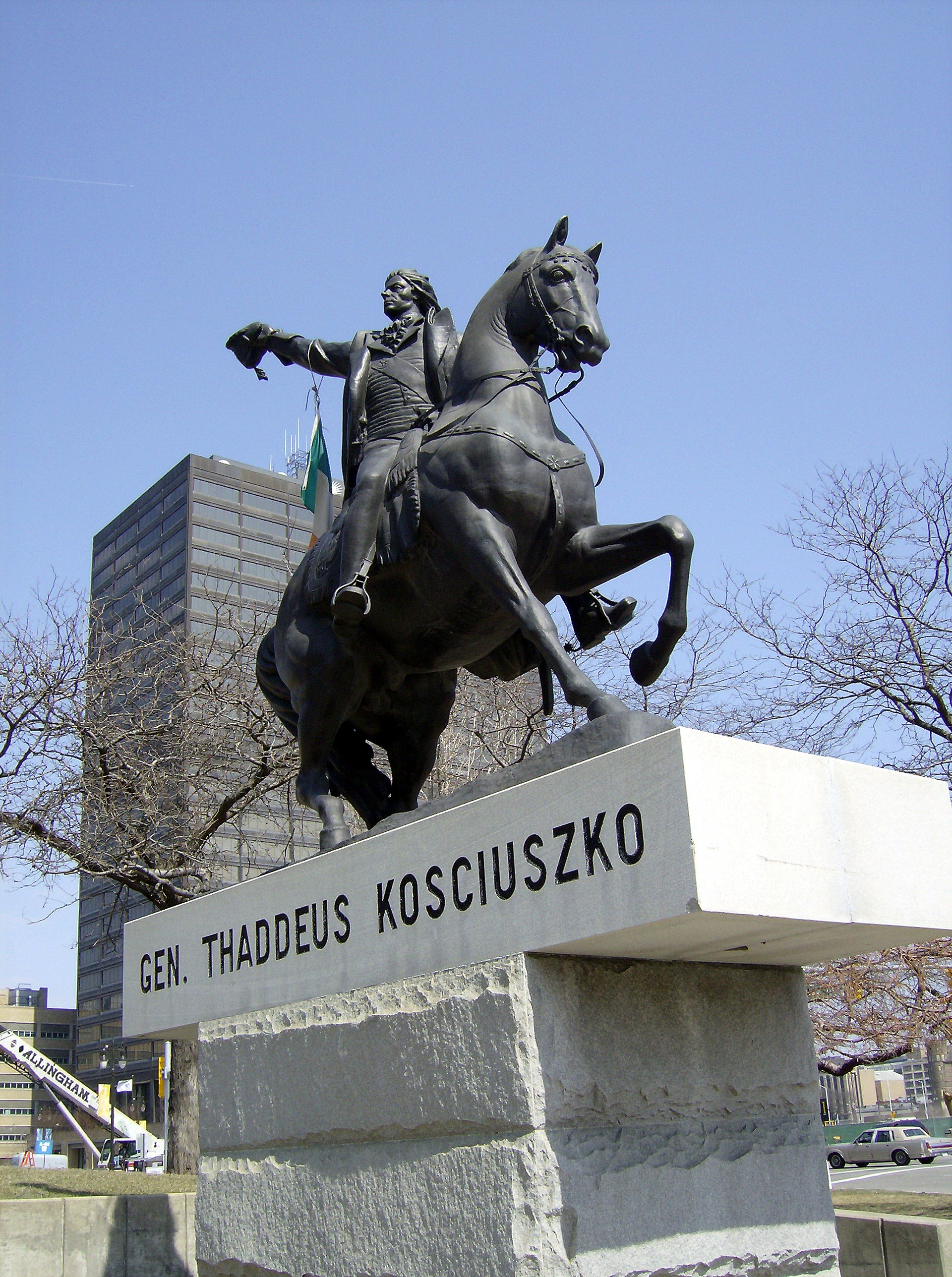
Pomnik Tadeusza Kościuszki w Detroit
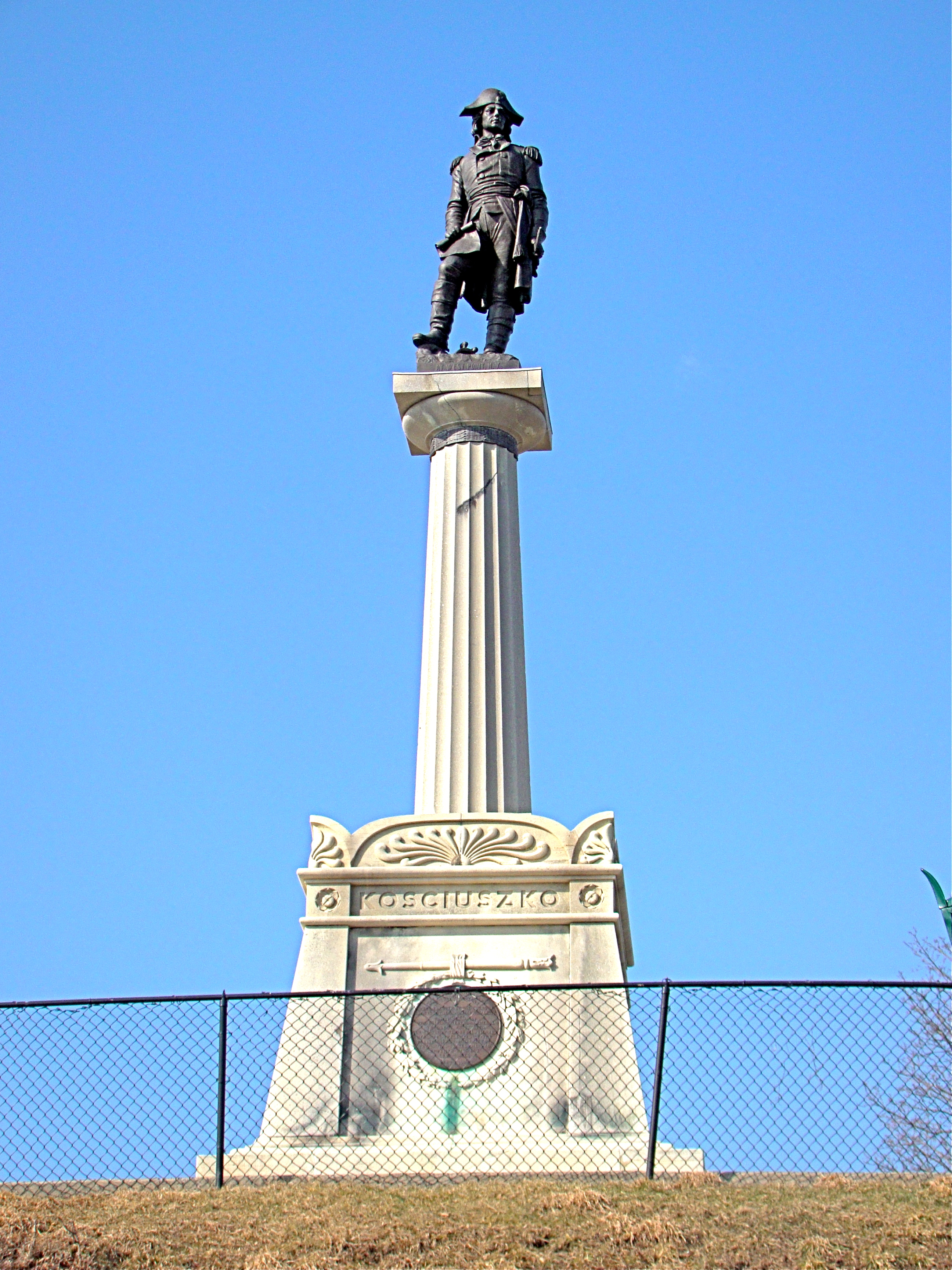
Kosciuszko’s Monument West Point
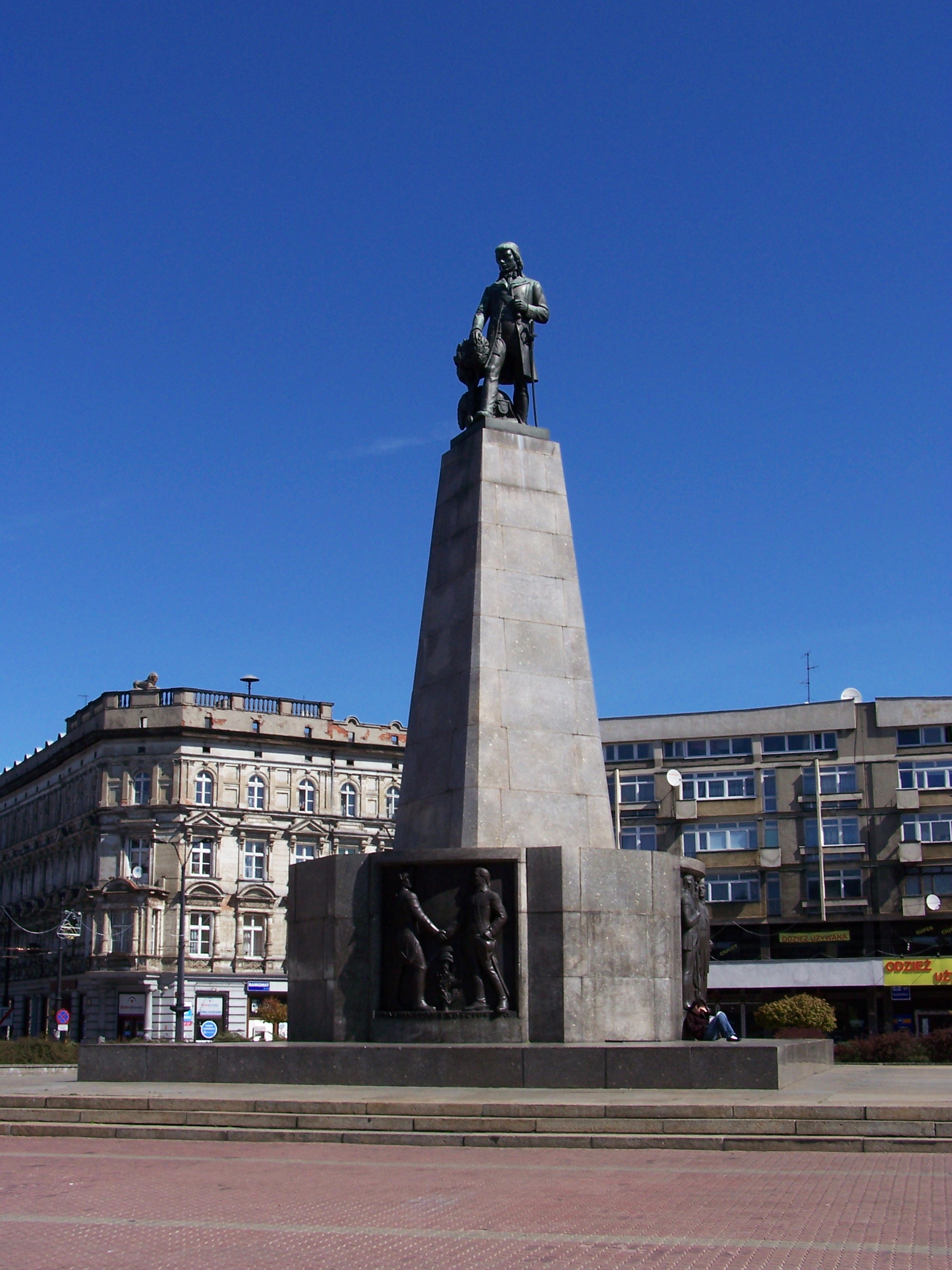
Pomnik Tadeusza Kościuszki w Łodzi z lat 1927–1930
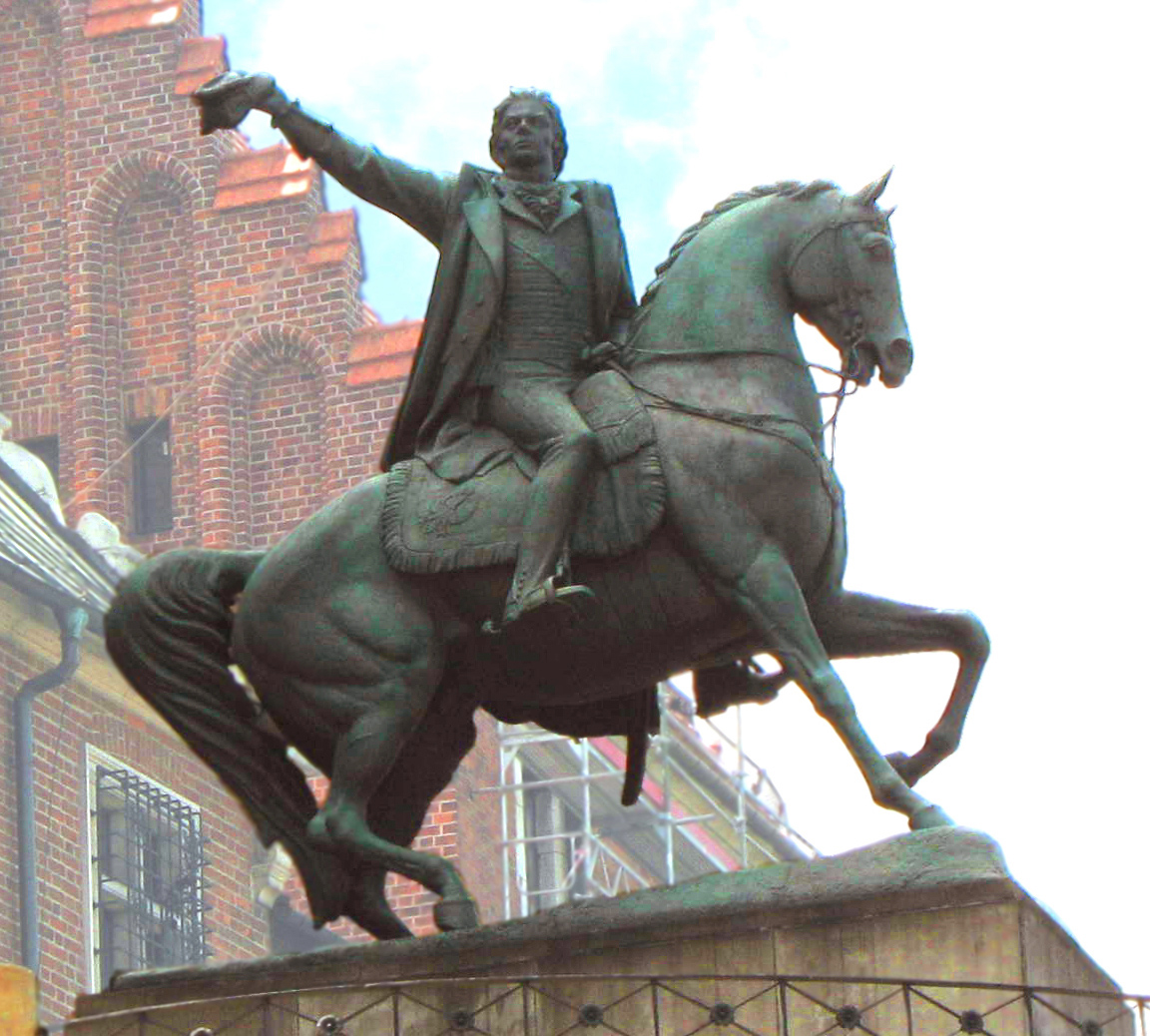
Pomnik Tadeusza Kościuszki na Wawelu

Przed 1939 rokiem w Polsce i USA wzniesiono w sumie co najmniej 40 pomników poświęconych Kościuszce. Wiele spośród tych wzniesionych w Polsce zostało zniszczonych, uszkodzonych lub zlikwidowanych przez Niemców w czasie II wojny światowej. Niektóre z nich po wojnie odbudowano, względnie przywrócono, czasem w innych miejscach niż znajdowały się przed wojną.

### Kopce
- W latach 1820–1823 usypano kopiec Kościuszki w Krakowie na wzór istniejących w mieście kopców Wandy i Krakusa,
- W 1861, Kopiec Kościuszki w Olkuszu,
- W 1917, Kopiec Kościuszki w Połańcu,
- W 1917, Kopiec Kościuszki w Tarnogrodzie,
- Kopce Kościuszki we wsiach Racławice, Kiernozia, Uchańce oraz w Janowiczkach

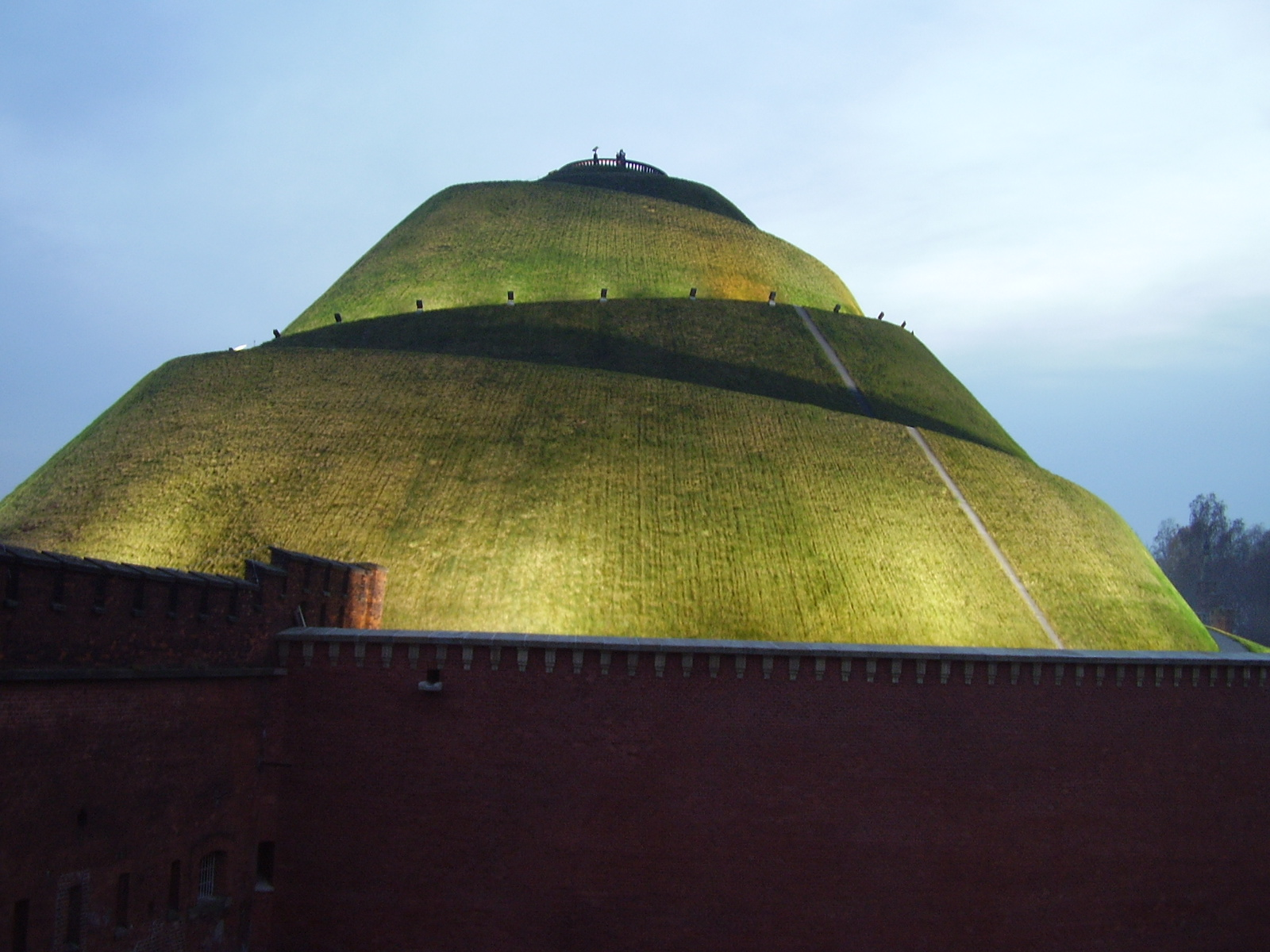
Kopiec Kościuszki w Krakowie
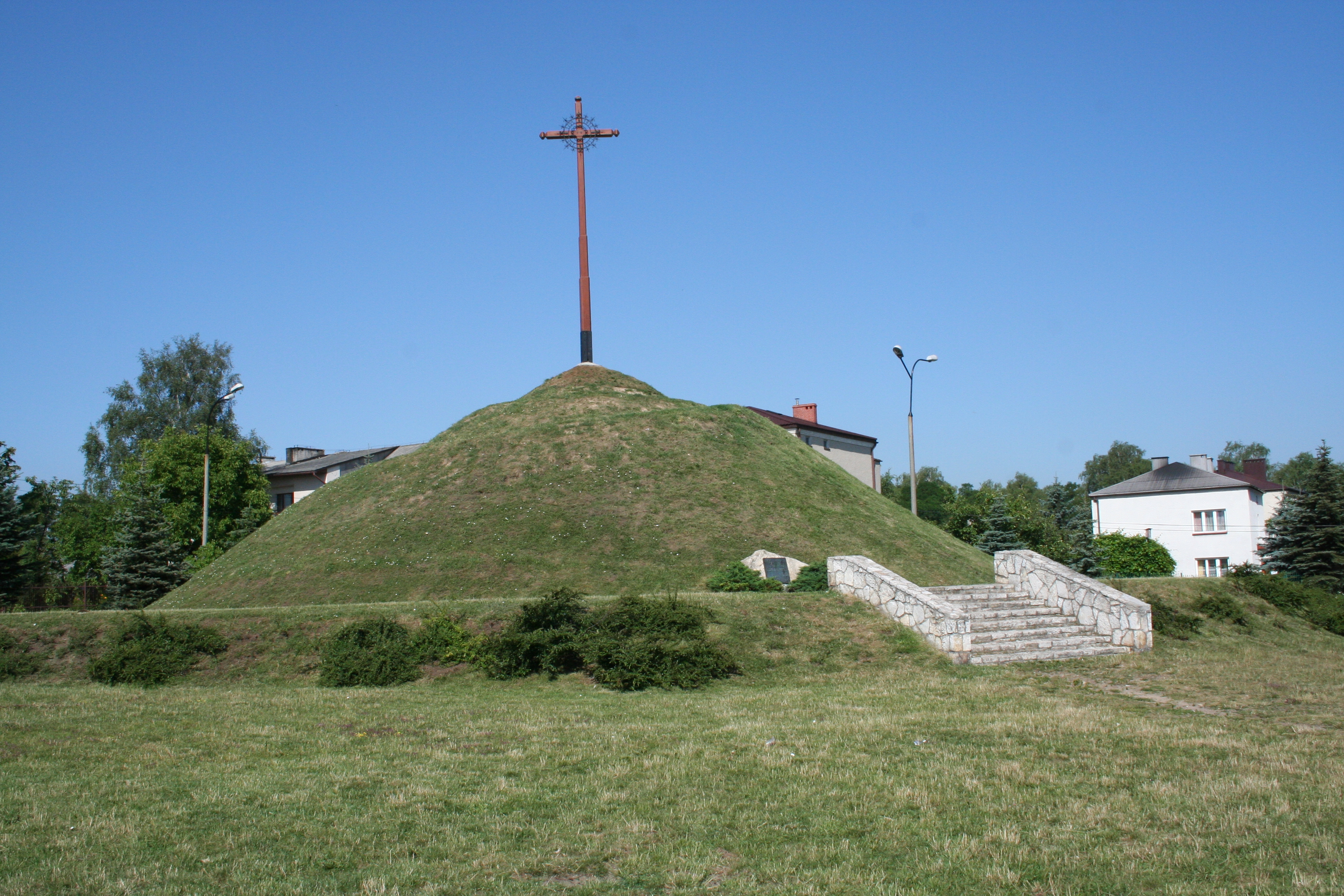
Kopiec Kościuszki w Olkuszu
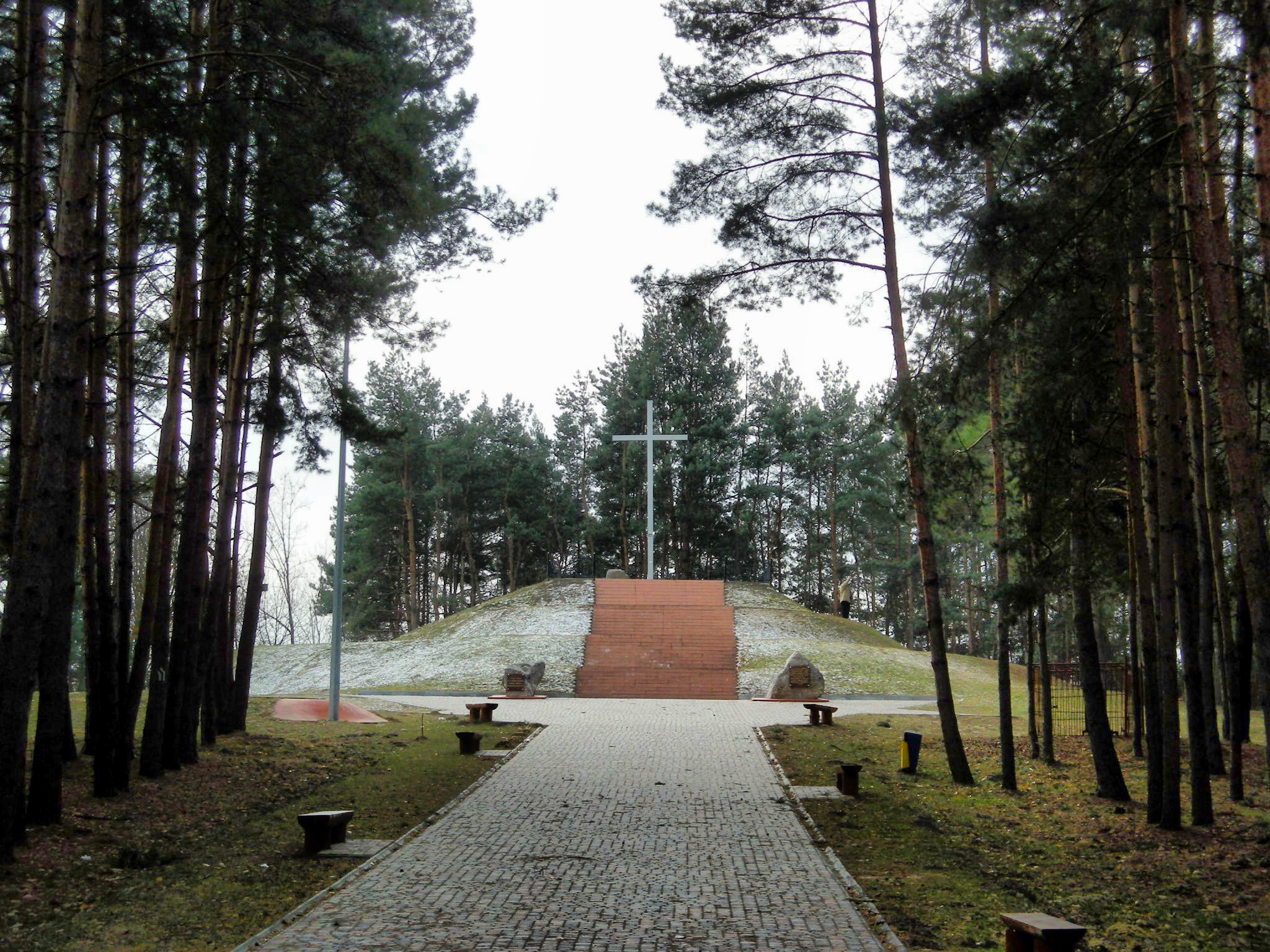
Kopiec Kościuszki w Połańcu
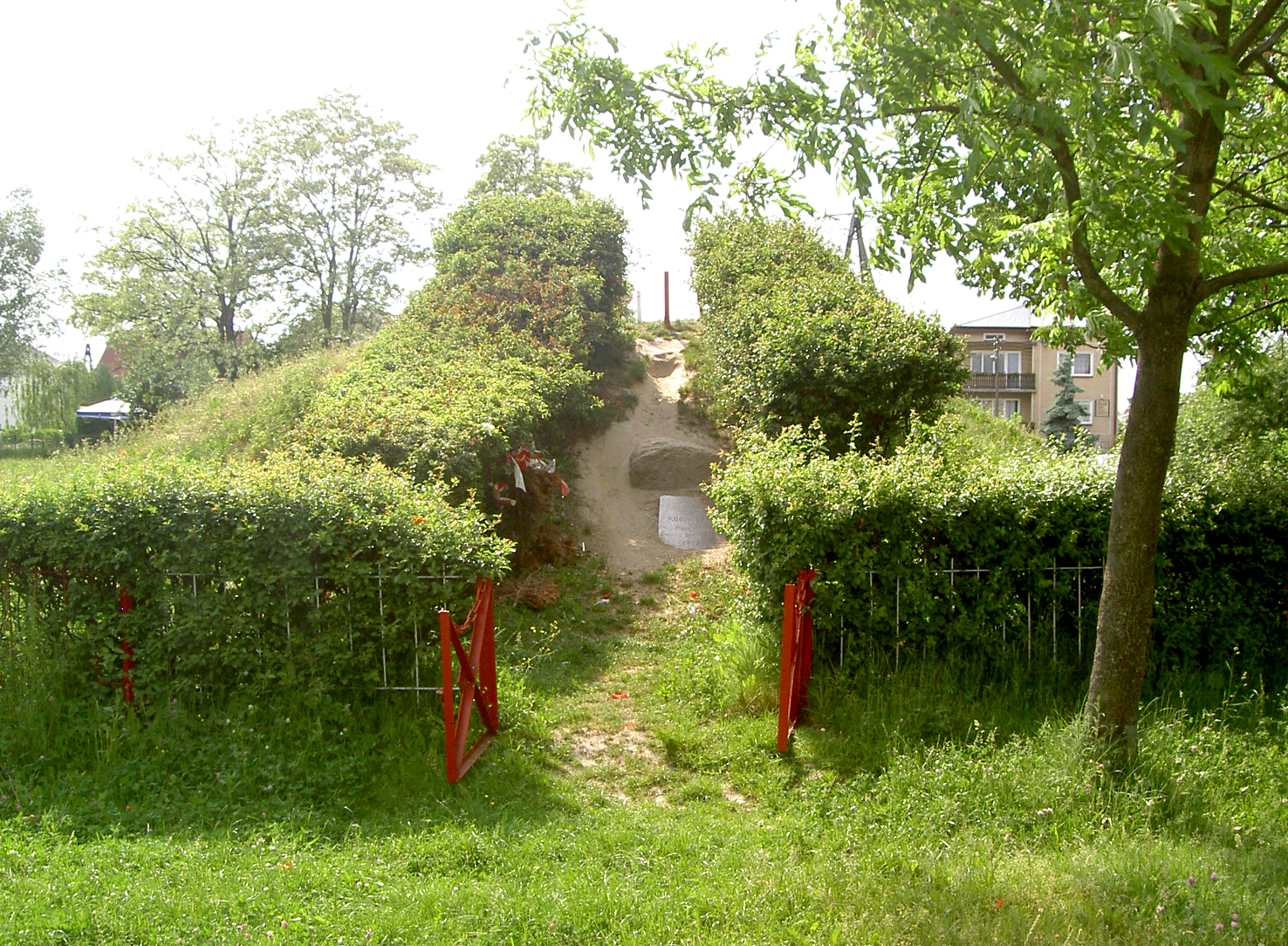
Kopiec Kościuszki w Tarnogrodzie
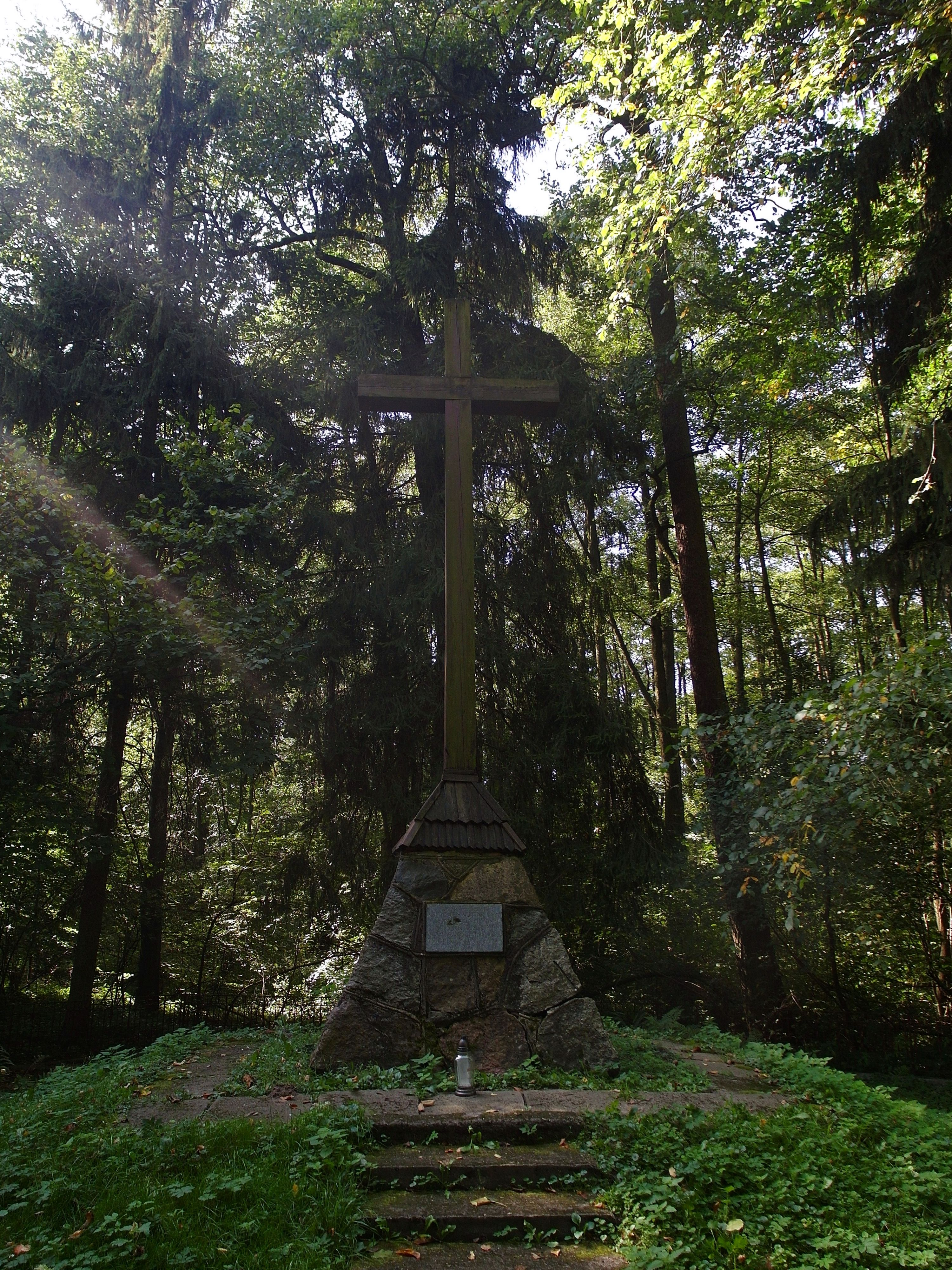
Kopiec Kościuszki w rezerwacie przyrody Kopiec Kościuszki niedaleko wsi Nowa Krępa, w miejscu, gdzie Kościuszko dostał się do rosyjskiej niewoli

### Statki

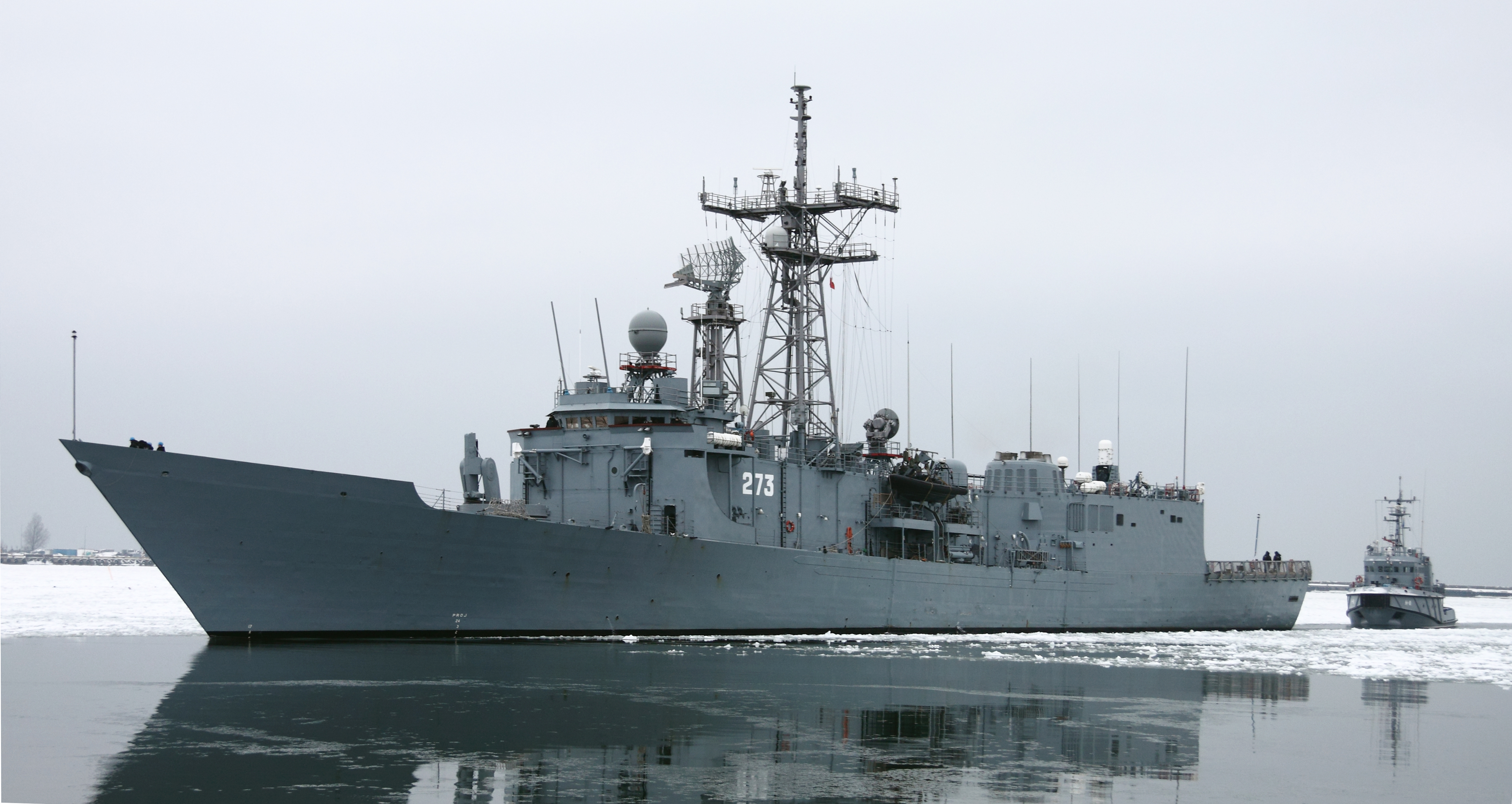
ORP Gen. T. Kościuszko

Imię Kościuszki nosiły statki i okręty, m.in.:
- SS Kościuszko – jeden z trzech pierwszych polskich transatlantyków (obok „Polonii” i „Pułaskiego”) o poj. ok. 6900 BRT, jakie w 1930 roku rozpoczęły obsługę połączenia między Gdynią i Nowym Jorkiem;
- ORP Gen. T. Kościuszko – polska fregata rakietowa amerykańskiego typu OHP (Oliver Hazard Perry; ex USS „Wadsworth”);
- turbinowy frachtowiec niemiecko-duńskiej budowy o tonażu 7000 BRT i nośności ok. 10 400 ton, który trafił do polskiej floty handlowej w maju 1947 roku[69];
- pierwszy z czterech kontenero-pojazdowców, zbudowany we francuskiej stoczni La Ciotat.

### Muzea

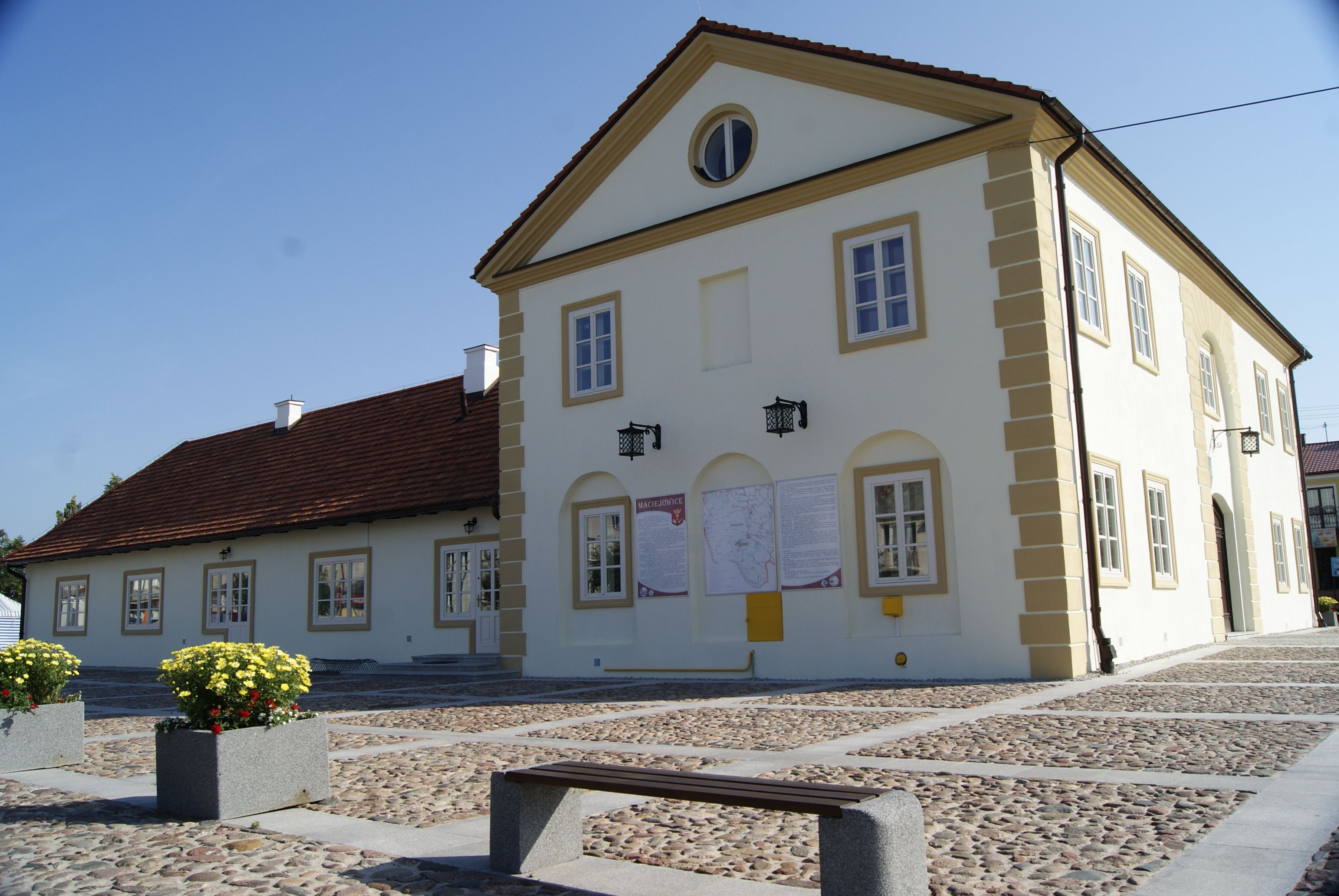
Maciejowicki Ratusz – siedziba Muzeum im. Tadeusza Kościuszki
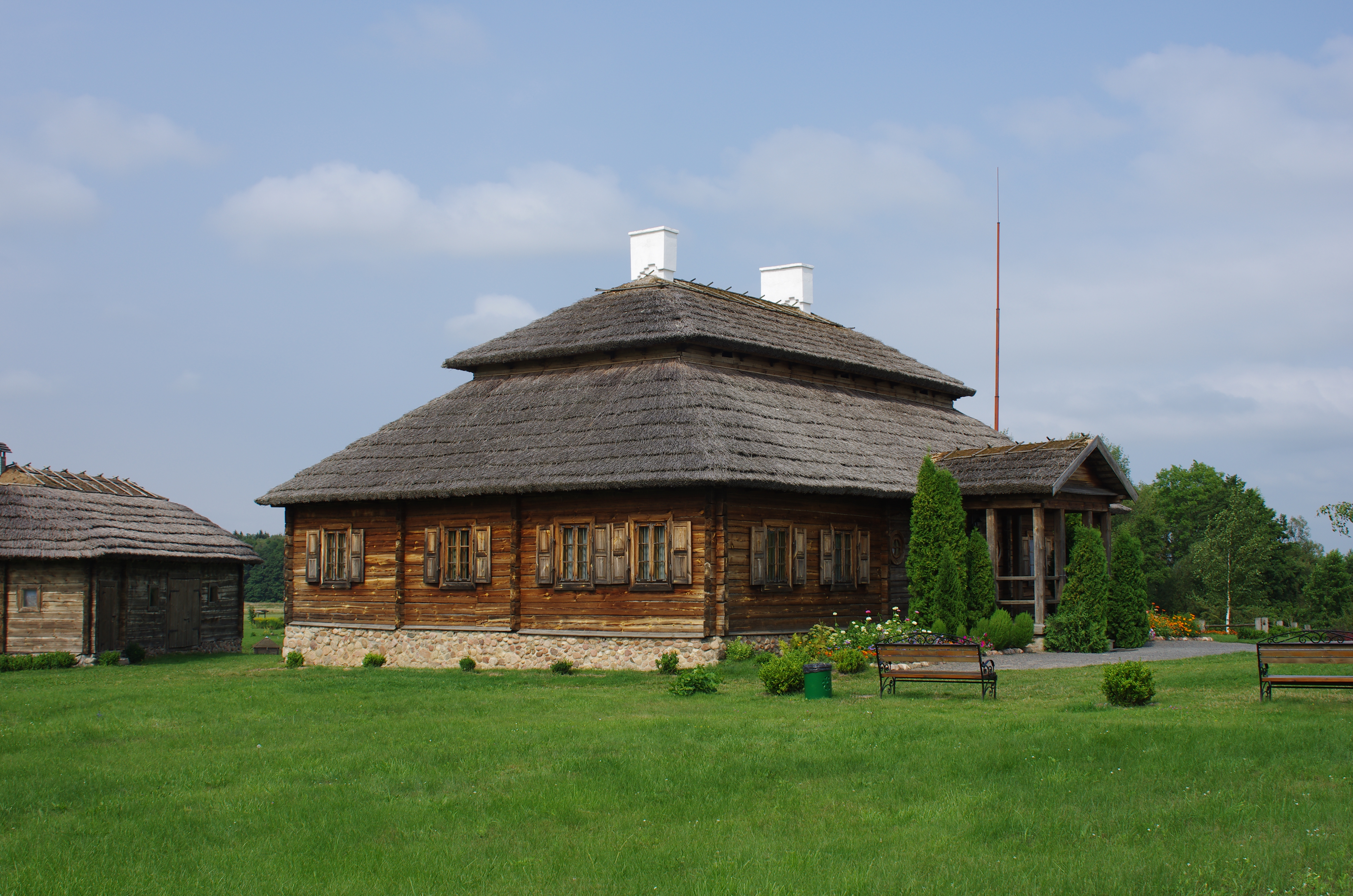
Muzeum Kościuszki na Mereczowszczyźnie, Białoruś
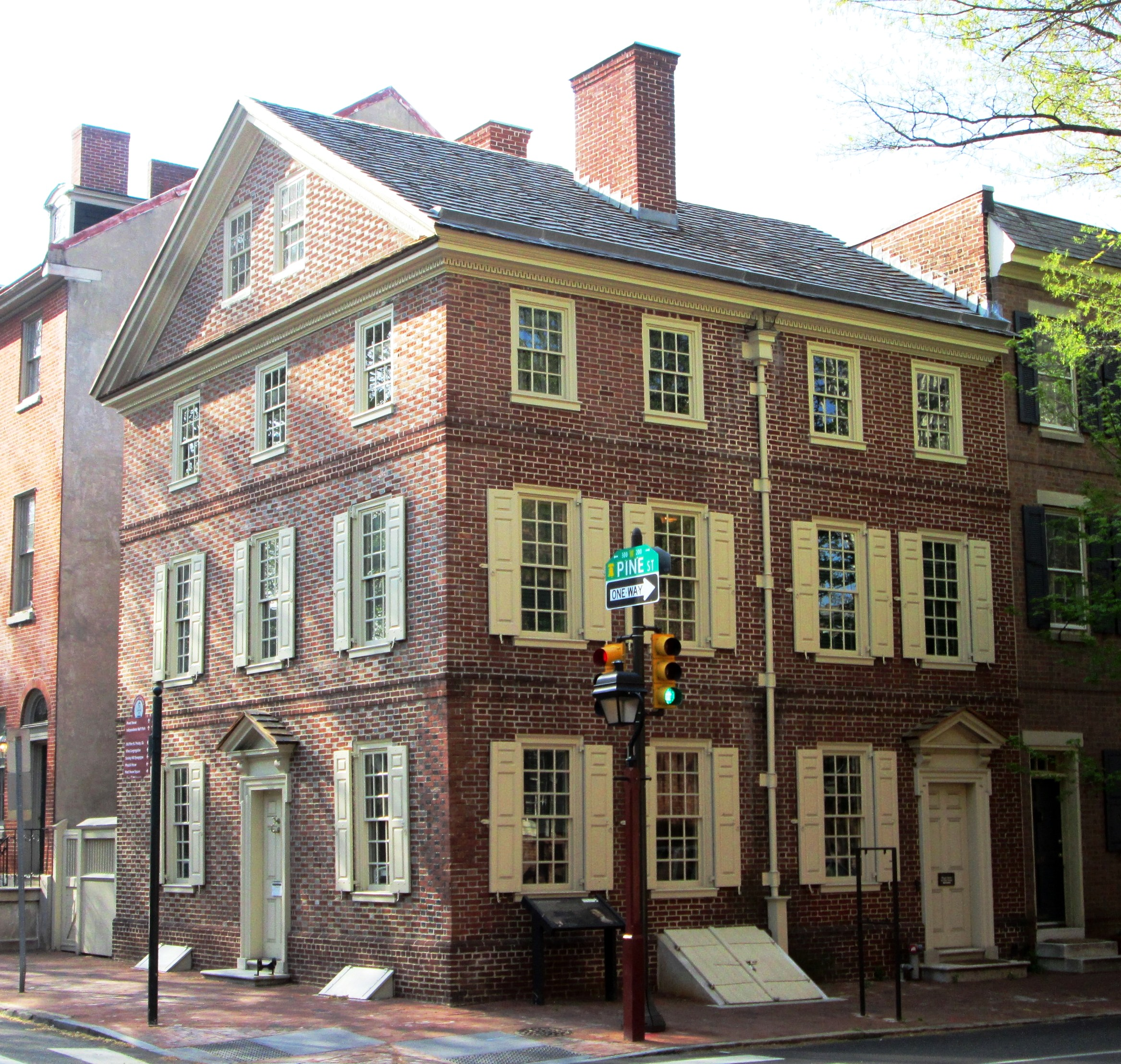
Budynek amerykańskiego Thaddeus Kosciuszko National Memorial w Filadelfii
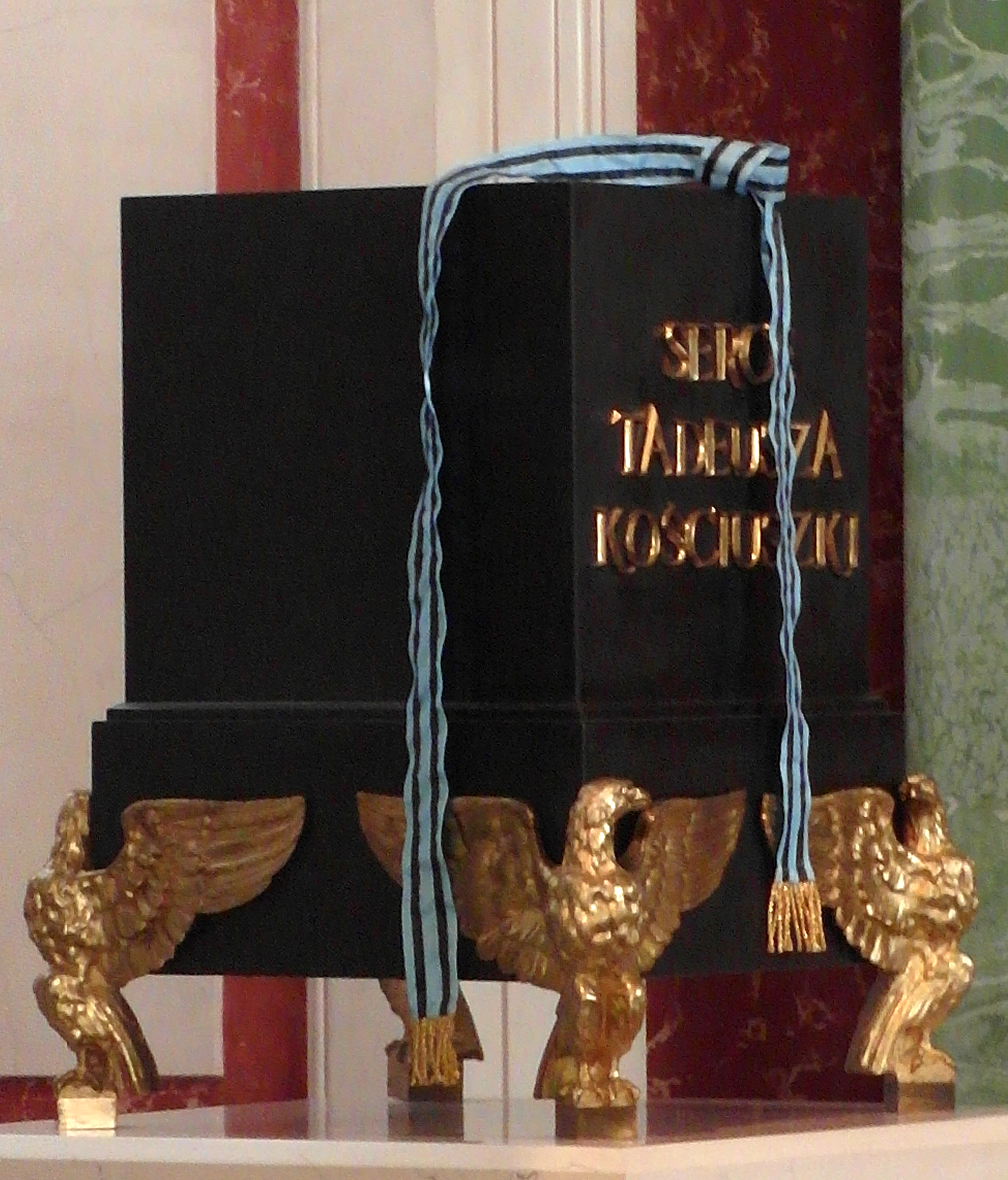
Urna z sercem Tadeusza Kościuszki na Zamku Królewskim w Warszawie
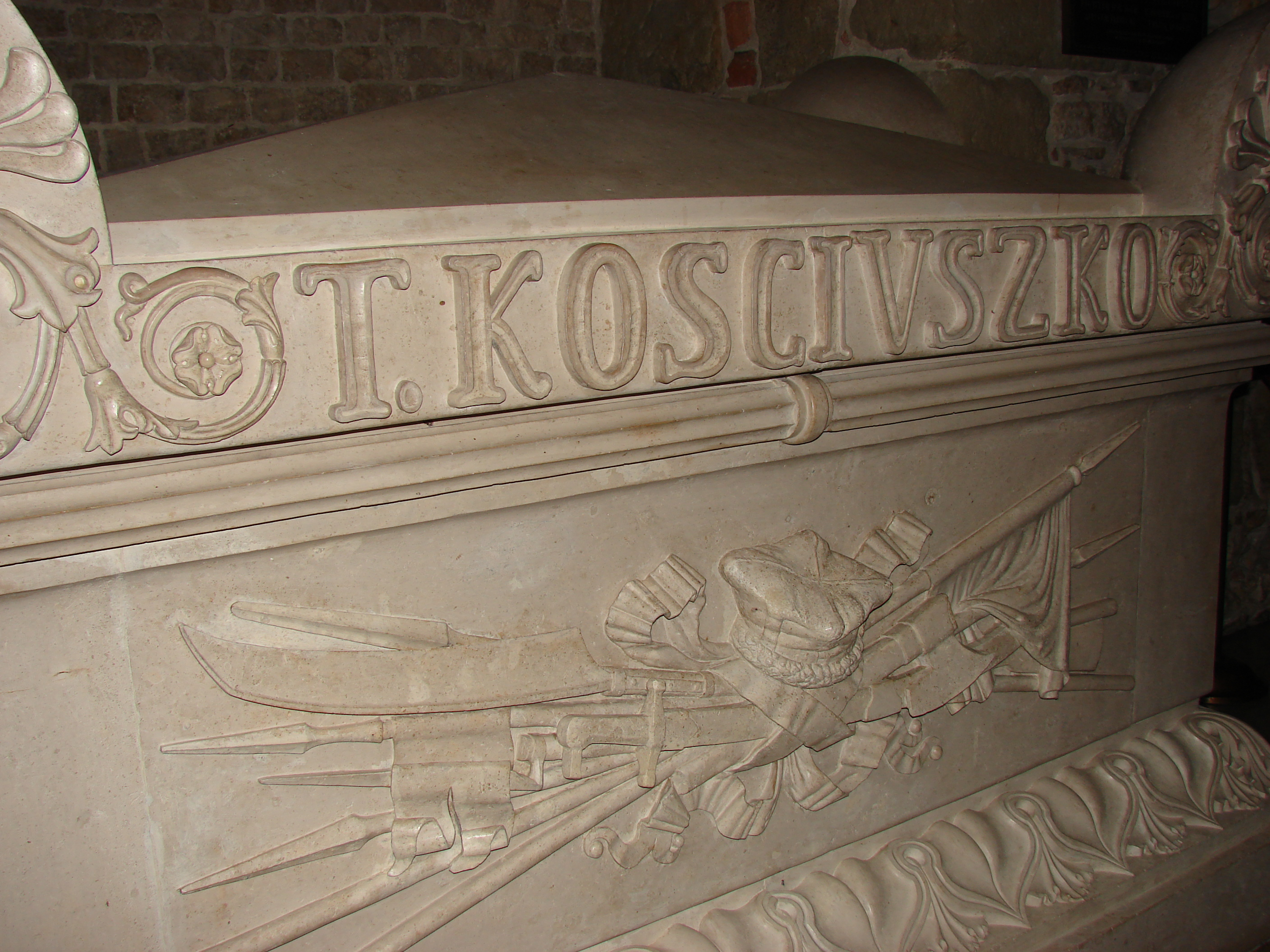
Grób Kościuszki w Krypcie św. Leonarda na Wawelu

- Thaddeus Kosciuszko National Memorial (pol. Muzeum Narodowe Pamięci Tadeusza Kościuszki) – znajdujące się w Filadelfii w domu pod adresem 301 Pine Street, w którym przez 6 miesięcy w latach 1797–1798 mieszkali Tadeusz Kościuszko oraz Julian Ursyn Niemcewicz. Jest zarządzane przez National Park Service.
- W 1988 roku otwarto w Maciejowicach Muzeum im. Tadeusza Kościuszki. W muzeum eksponowane są makieta bitwy pod Maciejowicami oraz różnego rodzaju pamiątki związane z Tadeuszem Kościuszką. Jego siedziba mieści się w Ratuszu w centrum Maciejowic[70].
- W 20-leciu międzywojennym II RP w dawnym dworku Kościuszków w Mereczowszczyźnie (Białoruś) działało muzeum Kościuszki, które w czasie II wojny światowej uległo zniszczeniu. W 2004 r. staraniem władz białoruskich i przy wsparciu Stanów Zjednoczonych odtworzono na podstawie fotografii dworek, w którym ponownie uruchomiono muzeum poświęcone Kościuszce '„Музей-сядзіба Тадэвуша Касцюшкі”'. Muzeum zawiera ekspozycję archiwalnych zdjęć oraz umeblowanie z epoki, odtwarzające prawdopodobny wygląd wnętrz z czasów, gdy przyszedł tu na świat Kościuszko[71].

### Szkoły
Imię Tadeusza Kościuszki noszą m.in. licea ogólnokształcące oraz inne instytucje i jednostki:
- Politechnika Krakowska im. Tadeusza Kościuszki w Krakowie
- Wyższa Szkoła Oficerska Wojsk Lądowych im. gen. Tadeusza Kościuszki we Wrocławiu
- 1 Warszawska Brygada Pancerna im. Tadeusza Kościuszki w Warszawie-Wesołej
- 1 Warszawska Dywizja Zmechanizowana[72]
- Instytut Kościuszki

Zarówno uchwałą Sejmu RP z 22 czerwca 2016, jak i uchwałą Senatu RP z 4 listopada 2016, rok 2017 został ustanowiony Rokiem Tadeusza Kościuszki.

### Obrazy

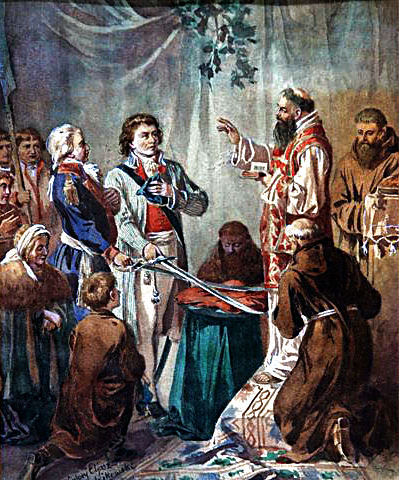
Tadeusz Kościuszko i Józef Wodzicki w Krakowie 1794 (Walery Eljasz-Radzikowski)

Kościuszko przedstawiony został na wielu obrazach i ilustracjach:
- Kościuszko pod Racławicami – obraz Jana Matejki z 1888,
- Cykloramiczny obraz zwany Panoramą Racławicką namalowany w latach 1893–1894 przez zespół malarzy pod kierunkiem Jana Styki i Wojciecha Kossaka,
- Obraz Franciszka Smuglewicza Przysięga Kościuszki na Rynku w Krakowie z 1794 roku.
- Ilustracji Przysięga Kościuszki Walerego Eljasza-Radzikowskiego z 1905 roku.
- Obraz Edwarda Mesjasza Tadeusz Kościuszko ze sztabem pod Racławicami z 1991 roku.

### Znaczki pocztowe

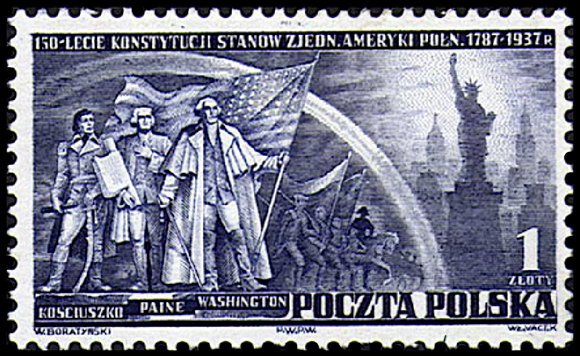
Polski znaczek pocztowy z Kościuszką z 1938 roku wydany w 150-lecie amerykańskiej konstytucji według projektu Wacława Boratyńskiego

4 lutego 2017 r. Poczta Polska wydała znaczek pocztowy nr 4746 „Rok Tadeusza Kościuszki” przedstawiający portret bohatera autorstwa nieznanego artysty, a w tle fragment obrazu „Bitwa pod Racławicami” Aleksandra Orłowskiego ze zbiorów Muzeum Wojska Polskiego w Warszawie.

### Literatura
- Konstanty Majerowski stworzył tekst opery „Kościuszko nad Sekwaną” (data wydania 1821). Opera opowiadała o spotkaniu Kościuszki z polskimi żołnierzami we Francji, którzy to żołnierze uprowadzili szykującą się do ślubu pannę, gdyż sami pragnęli się z nią ożenić.

- Polonez Kościuszki – polska pieśń patriotyczna, powstała w 1792 roku z okazji przymusowej emigracji Tadeusza Kościuszki, spowodowanej klęską wojsk polskich w wojnie z Rosją i przystąpieniem króla Stanisława Poniatowskiego do targowicy. W czasie powstania listopadowego, poeta Rajnold Suchodolski zmienił nieco melodię i napisał nowy tekst pieśni, którą śpiewano podczas powstania listopadowego. Zaczynał się on od słów: Patrz, Kościuszko, na nas z nieba.
- Do Kościuszki – wiersz Johna Keatsa z 1817 roku.
- Przysięga Kościuszki – wiersz Marii Konopnickiej
- Stary wódz (Der alte Feldherr) – dramat Karla von Holteia z 1829 roku.
- Czasy kościuszkowskie – cykl powieści Józefa Ignacego Kraszewskiego publikowany w roku 1873. Na cykl składają się powieści Sceny sejmowe: Grodno 1793 oraz Warszawa w 1794 roku
- Kościuszko pod Racławicami – dramat Władysława Ludwika Anczyca z 1880 roku. Z dramatu pochodzi pieśń Dalej chłopcy, dalej żywo, z muzyką Kazimierza Hofmana. Tekst tej pieśni nie jest dziełem autora sztuki, lecz został przez niego zapożyczony z dwóch pieśni ludowych, z których jedna była śpiewana przez kosynierów w czasach kościuszkowskich na melodię mazura[77]
- Rok 1809 – powieść Wacława Gąsiorowskiego z 1903 roku (Kościuszko pojawia się w niej epizodycznie).
- Rok 1794 – trylogia Władysława Reymonta, której akcja toczy się w czasie powstania kościuszkowskiego. Cykl był publikowany w latach 1911–1916. Na cykl składają się powieści  Ostatni Sejm Rzeczypospolitej, Nil desperandum oraz Insurekcja.
- Żołnierz i filozof. Tadeusz Kościuszko przeciw królom, carom i kościołom, Fundacja Nowe Oświecenie Warszawa 2017. ISBN 978-83-949-362-0-4.

### Film
- Kościuszko pod Racławicami – polski film fabularny z 1913, scen. i reż. Orland na podstawie dramatu Anczyca
- Kościuszko pod Racławicami – polski film fabularny z 1938, reżyseria: Józef Lejtes, scenariusz: Wacław Gąsiorowski i Stanisław Urbanowicz, w roli Kościuszki: Tadeusz Białoszczyński
- Inżynier Kościuszko – polski film dokumentalny z 1977, realizacja: Juliusz Janicki
- Tadeusz Kościuszko – polski film dokumentalny z 1987, scenariusz i reżyseria: Ryszard Rogoziński
- „Jego imię Polska”. Tadeusz Kościuszko – polski film dokumentalny z 2006, scenariusz i reżyseria: Lucyna Smolińska, Mieczysław Sroka
- Kościuszko – Człowiek, który wyprzedził swoje czasy – amerykański film dokumentalny o Kościuszce w reżyserii Alexa Storożyńskiego
- Kos – polski film fabularny z 2023 o Kościuszce w reżyserii Pawła Maślony, w roli Kościuszki: Jacek Braciak